# Liste der Naturschutzgebiete in Niedersachsen

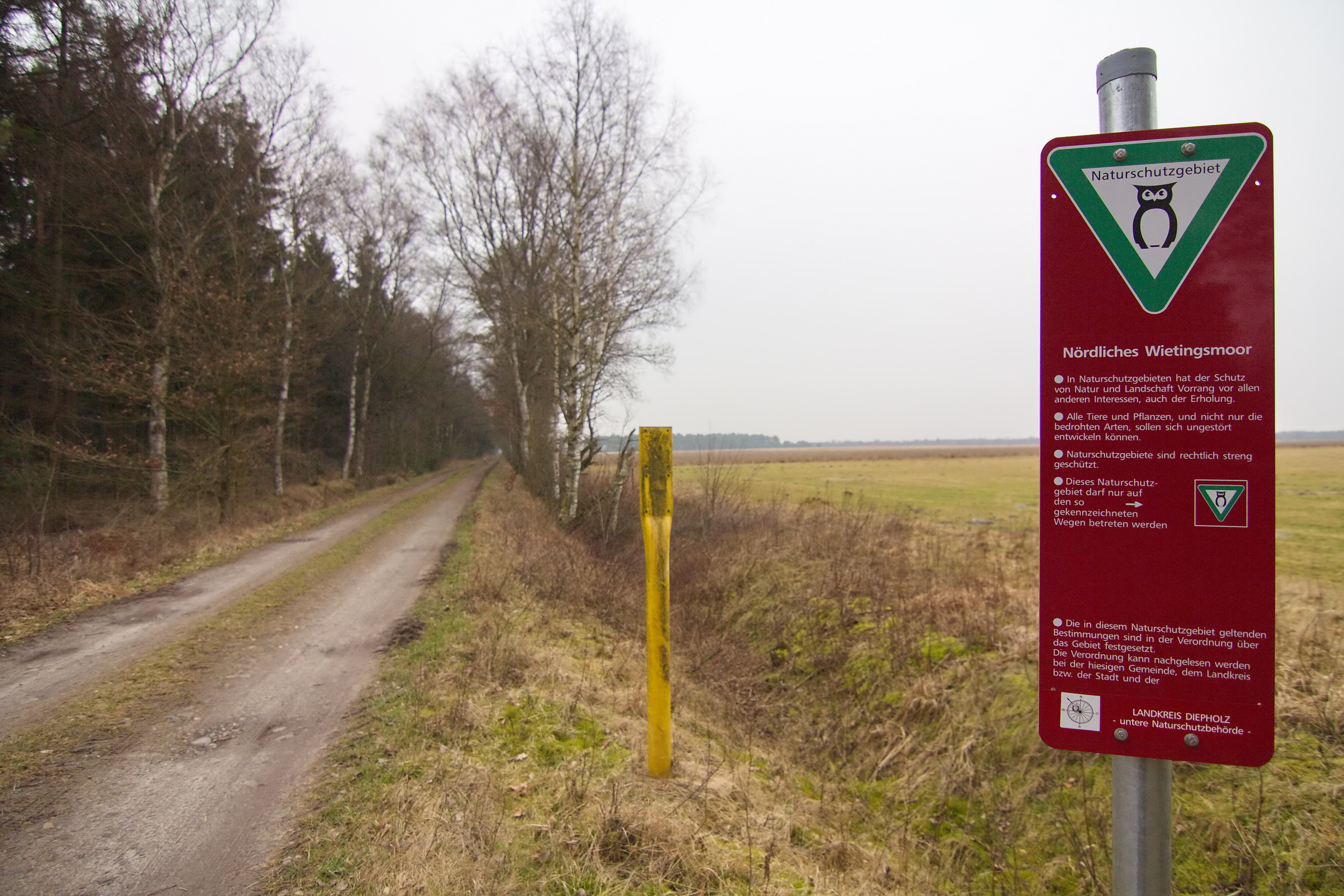
NSG-Schild mit Eulensymbol und roter Informationstafel im Nördlichen Wietingsmoor im Landkreis Diepholz

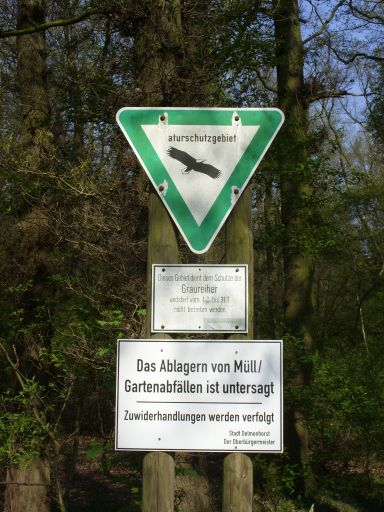
Älteres NSG-Schild mit stilisiertem Seeadler am Hemmelskamp in Delmenhorst

Diese sortierbare Liste enthält alle Naturschutzgebiete in Niedersachsen.
Zum Stichtag 31. Dezember 2009 gab es 774 Naturschutzgebiete, die eine Fläche von 253.299 ha umfassten. Dies entspricht etwa 4,78 % der Landesfläche einschließlich der 12-Seemeilen-Zone. Hinzu kamen mit zwei Nationalparks und einem Biosphärenreservat weitere streng geschützte Gebiete, die den Flächenanteil (inklusive 12-Seemeilen-Zone) auf zusammen 11,38 % erhöhten.
Zur Liste: Erstreckt sich die Fläche von Naturschutzgebieten auf mehrere Landkreise oder kreisfreie Städte werden diese in der Reihenfolge nach dem Flächenanteil aufgeführt. Bei einer Sortierung der Spalte „Landkreis / Kreisfreie Stadt“ werden also nur die Naturschutzgebiete angezeigt, die sich vollständig oder zum größten Teil in diesem Gebiet befinden.
Die NSG-Nrn. werden nach den ehemaligen Regierungsbezirken (BR = Braunschweig, HA = Hannover, LÜ = Lüneburg, WE = Weser-Ems) getrennt gezählt.

## Naturschutzgebiete im ehemaligen Bezirk Braunschweig
| NSG Nr. | Name des Naturschutzgebietes                                    | Landkreis / Kreisfreie Stadt | Fläche (ha) |
| ------- | --------------------------------------------------------------- | --- | ----------- |
| BR 001  | Riddagshausen                                                   | Übersicht der Naturschutzgebiete in der Stadt Braunschweig | 526,0       |
| BR 002  | Itelteich                                                       | Übersicht der Naturschutzgebiete im Landkreis Göttingen (ehemaliges Naturschutzgebiet, aufgegangen im Naturschutzgebiet Gipskarstgebiet bei Bad Sachsa) | 120,0       |
| BR 003  | Priorteich/Sachsenstein                                         | Übersicht der Naturschutzgebiete im Landkreis Göttingen (ehemaliges Naturschutzgebiet, aufgegangen im Naturschutzgebiet Gipskarstgebiet bei Bad Sachsa) | 315,0       |
| BR 004  | Butterberggelände                                               | Übersicht der Naturschutzgebiete im Landkreis Goslar | 6,6         |
| BR 005  | Rieseberger Moor                                                | Übersicht der Naturschutzgebiete im Landkreis Helmstedt | 145,0       |
| BR 006  | Oberharz                                                        | Übersicht der Naturschutzgebiete im Landkreis Goslar | 513,0       |
| BR 008  | Heeseberg                                                       | Übersicht der Naturschutzgebiete im Landkreis Helmstedt | 23,0        |
| BR 009  | Schlackenhalde Bredelem                                         | Übersicht der Naturschutzgebiete im Landkreis Goslar (ehemaliges Naturschutzgebiet, aufgegangen im Naturschutzgebiet Mittleres Innerstetal mit Kanstein) | 2,3         |
| BR 010  | Salzwiese Barnstorf                                             | Übersicht der Naturschutzgebiete im Landkreis Wolfenbüttel | 3,0         |
| BR 011  | Salzwiese Seckertrift                                           | Übersicht der Naturschutzgebiete im Landkreis Helmstedt | 4,0         |
| BR 012  | Klotzberg                                                       | Übersicht der Naturschutzgebiete im Landkreis Wolfenbüttel | 4,9         |
| BR 013  | Silberhohl                                                      | Übersicht der Naturschutzgebiete im Landkreis Goslar | 2,3         |
| BR 014  | Köppelmannsberg                                                 | Übersicht der Naturschutzgebiete in der Stadt Salzgitter | 6,3         |
| BR 016  | Giebelmoor                                                      | Übersicht der Naturschutzgebiete im Landkreis Gifhorn | 670,0       |
| BR 017  | Allerauenwald im Drömling                                       | Übersicht der Naturschutzgebiete im Landkreis Helmstedt (ehemaliges Naturschutzgebiet, aufgegangen im Naturschutzgebiet Südlicher Drömling) | 94,7        |
| BR 018  | Viehmoor                                                        | Übersicht der Naturschutzgebiete im Landkreis Gifhorn | 302,0       |
| BR 019  | Vienenburger Kiesteiche                                         | Übersicht der Naturschutzgebiete im Landkreis Goslar (ehemaliges Naturschutzgebiet, aufgegangen im Naturschutzgebiet Oker- und Eckertal in den Landkreisen Goslar und Wolfenbüttel)                                                                          | 27,5        |
| BR 020  | Hahntal und Höckels                                             | Übersicht der Naturschutzgebiete im Landkreis Helmstedt | 14          |
| BR 021  | Gagelstrauchbestand bei Vorhop                                  | Übersicht der Naturschutzgebiete im Landkreis Gifhorn | 21,5        |
| BR 022  | Heiliger Hain                                                   | Übersicht der Naturschutzgebiete im Landkreis Gifhorn | 56,16       |
| BR 023  | Bullenkuhle                                                     | Übersicht der Naturschutzgebiete im Landkreis Gifhorn | 2,3         |
| BR 024  | Gifhorner Heide                                                 | Übersicht der Naturschutzgebiete im Landkreis Gifhorn (ehemaliges Naturschutzgebiet, aufgegangen im Naturschutzgebiet Fahle Heide, Gifhorner Heide) | 32,3        |
| BR 025  | Bokeler Heide                                                   | Übersicht der Naturschutzgebiete im Landkreis Gifhorn | 19,1        |
| BR 026  | Vogelmoor                                                       | Übersicht der Naturschutzgebiete im Landkreis Gifhorn | 129,8       |
| BR 027  | Schnuckenheide                                                  | Übersicht der Naturschutzgebiete im Landkreis Gifhorn | 20,7        |
| BR 028  | Düpenwiesen                                                     | Übersicht der Naturschutzgebiete in der Übersicht der Naturschutzgebiete in der Stadt Wolfsburg (neu ausgewiesen, jetzt BR 174) | 119,0       |
| BR 029  | Friedrichshäuser Bruch                                          | Übersicht der Naturschutzgebiete im Landkreis Northeim (ehemaliges Naturschutzgebiet, aufgegangen im Naturschutzgebiet Moore und Wälder im Hochsolling) | 26,0        |
| BR 030  | Eichenhudewälder bei Lauenberg                                  | Übersicht der Naturschutzgebiete im Landkreis Northeim (ehemaliges Naturschutzgebiet, aufgegangen im Naturschutzgebiet Wälder im Solling bei Lauenberg) | 36,9        |
| BR 031  | Denkershäuser Teich                                             | Übersicht der Naturschutzgebiete im Landkreis Northeim | 8,0         |
| BR 032  | Derenmoor                                                       | Übersicht der Naturschutzgebiete im Landkreis Gifhorn | 81,6        |
| BR 033  | Gipskarstlandschaft Hainholz                                    | Übersicht der Naturschutzgebiete im Landkreis Göttingen | 641,0       |
| BR 035  | Hühnerfeld                                                      | Übersicht der Naturschutzgebiete im Landkreis Göttingen (ehemaliges Naturschutzgebiet, aufgegangen im Naturschutzgebiet Bachtäler im Kaufunger Wald) | 52,8        |
| BR 036  | Lichtenstein                                                    | Übersicht der Naturschutzgebiete im Landkreis Göttingen (ehemaliges Naturschutzgebiet, aufgegangen im Naturschutzgebiet Gipskarstlandschaft bei Ührde) | 15,6        |
| BR 037  | Wendesser Moor                                                  | Übersicht der Naturschutzgebiete im Landkreis Peine | 63,2        |
| BR 038  | Seeburger See                                                   | Übersicht der Naturschutzgebiete im Landkreis Göttingen | 122,1       |
| BR 039  | Finnenbruch, Großes Butterloch und Schwimmende Insel            | Übersicht der Naturschutzgebiete im Landkreis Göttingen | 17,0        |
| BR 040  | Sandberg bei Hoiersdorf                                         | Übersicht der Naturschutzgebiete im Landkreis Helmstedt | 3,2         |
| BR 041  | Weddeler Teich                                                  | Übersicht der Naturschutzgebiete im Landkreis Wolfenbüttel | 20,0        |
| BR 042  | Wasservogelreservat Northeimer Seenplatte                       | Übersicht der Naturschutzgebiete im Landkreis Northeim | 80,0        |
| BR 043  | Okertal                                                         | Übersicht der Naturschutzgebiete im Landkreis Goslar 206 ha, Übersicht der Naturschutzgebiete im Landkreis Wolfenbüttel 40 ha (ehemaliges Naturschutzgebiet, aufgegangen im Naturschutzgebiet Oker- und Eckertal in den Landkreisen Goslar und Wolfenbüttel) | 246,0       |
| BR 044  | Lengeder Teiche                                                 | Übersicht der Naturschutzgebiete im Landkreis Peine | 130,0       |
| BR 045  | Tönneckenkopf–Röseckenbach                                      | Übersicht der Naturschutzgebiete im Landkreis Goslar | 20,0        |
| BR 046  | Weißensee und Steinatal                                         | Übersicht der Naturschutzgebiete im Landkreis Göttingen (ehemaliges Naturschutzgebiet, aufgegangen im Naturschutzgebiet Gipskarstgebiet bei Bad Sachsa) | 73,0        |
| BR 047  | Bratental                                                       | Stadt Göttingen | 213,0       |
| BR 048  | Dannenbütteler Torfteile                                        | Übersicht der Naturschutzgebiete im Landkreis Gifhorn (ehemaliges Naturschutzgebiet, aufgegangen im Naturschutzgebiet Allertal zwischen Gifhorn und Wolfsburg)                                                                                               | 8,0         |
| BR 049  | Kranichsmoorsee                                                 | Übersicht der Naturschutzgebiete im Landkreis Gifhorn | 16,0        |
| BR 050  | Kalksteinbruch und Halbtrockenrasen am Eich-Berg bei Hemkenrode | Übersicht der Naturschutzgebiete im Landkreis Wolfenbüttel | 10,0        |
| BR 051  | Großes Moor                                                     | Übersicht der Naturschutzgebiete im Landkreis Gifhorn | 2720,0      |
| BR 052  | Maaßeler Lindenwald                                             | Übersicht der Naturschutzgebiete im Landkreis Gifhorn (ehemaliges Naturschutzgebiet, aufgegangen im Naturschutzgebiet Maaßel) | 60,0        |
| BR 052  | Maaßel                                                          | Übersicht der Naturschutzgebiete im Landkreis Gifhorn | 192,88      |
| BR 053  | Schweimker Moor und Lüderbruch                                  | Übersicht der Naturschutzgebiete im Landkreis Gifhorn | 318,0       |
| BR 054  | Weper                                                           | Übersicht der Naturschutzgebiete im Landkreis Northeim (ehemaliges Naturschutzgebiet, aufgegangen im Naturschutzgebiet Weper, Gladeberg und Aschenburg) | 200,0       |
| BR 054  | Weper, Gladeberg und Aschenburg                                 | Landkreise Northeim und Göttingen | 267,0       |
| BR 055  | Bergwiesengesellschaften bei Hohegeiß                           | Übersicht der Naturschutzgebiete im Landkreis Goslar (ehemaliges Naturschutzgebiet, gelöscht) | 18,0        |
| BR 056  | Pöbbeckenmühle                                                  | Übersicht der Naturschutzgebiete im Landkreis Goslar | 5,0         |
| BR 057  | Rieseberg                                                       | Übersicht der Naturschutzgebiete im Landkreis Helmstedt | 173,0       |
| BR 058  | Blockschutthalden am Rammelsberg                                | Übersicht der Naturschutzgebiete im Landkreis Goslar | 18,5        |
| BR 059  | Auflandeteich Groß Bülten-Adenstedt                             | Übersicht der Naturschutzgebiete im Landkreis Peine | 50,0        |
| BR 060  | Gagelstrauchfläche bei Räderloh                                 | Übersicht der Naturschutzgebiete im Landkreis Gifhorn (ehemaliges Naturschutzgebiet, aufgegangen im Naturschutzgebiet Lutter) | 9,0         |
| BR 061  | Klärteich III bei Salzgitter-Heerte                             | Übersicht der Naturschutzgebiete in der Stadt Salzgitter (ehemaliges Naturschutzgebiet, aufgegangen im Naturschutzgebiet Heerter See und Waldgebiet Heerter Strauchholz)                                                                                     | 272,0       |
| BR 061  | Heerter See und Waldgebiet Heerter Strauchholz                  | Übersicht der Naturschutzgebiete in der Stadt Salzgitter | 323,0       |
| BR 062  | Ohreaue bei Altendorf und Brome                                 | Übersicht der Naturschutzgebiete im Landkreis Gifhorn | 87,0        |
| BR 063  | Teufelsbäder                                                    | Übersicht der Naturschutzgebiete im Landkreis Göttingen | 84,0        |
| BR 064  | Bärenbachstal                                                   | Übersicht der Naturschutzgebiete im Landkreis Goslar (ehemaliges Naturschutzgebiet, gelöscht) | 4,0         |
| BR 065  | Fuhsetal                                                        | Übersicht der Naturschutzgebiete im Landkreis Peine | 380,0       |
| BR 066  | Barley                                                          | Übersicht der Naturschutzgebiete im Landkreis Goslar (ehemaliges Naturschutzgebiet, gelöscht) | 11,0        |
| BR 067  | Rössenbergheide-Külsenmoor                                      | Übersicht der Naturschutzgebiete im Landkreis Gifhorn | 214,0       |
| BR 068  | Altendorfer Berg                                                | Übersicht der Naturschutzgebiete im Landkreis Northeim | 100,0       |
| BR 069  | Eddesser Seewiesen                                              | Übersicht der Naturschutzgebiete im Landkreis Peine | 68,0        |
| BR 070  | Husumer Tal                                                     | Übersicht der Naturschutzgebiete im Landkreis Northeim | 123,0       |
| BR 071  | Südliche Düpenwiesen                                            | Übersicht der Naturschutzgebiete in der Übersicht der Naturschutzgebiete in der Stadt Wolfsburg (ehemaliges Naturschutzgebiet, aufgegangen im Naturschutzgebiet Düpenwiesen)                                                                                 | 70,0        |
| BR 072  | Lammer Holz                                                     | Übersicht der Naturschutzgebiete in der Stadt Braunschweig | 25,0        |
| BR 073  | Bornbruchsmoor                                                  | Übersicht der Naturschutzgebiete im Landkreis Gifhorn | 110,0       |
| BR 074  | Bösebruch                                                       | Übersicht der Naturschutzgebiete im Landkreis Gifhorn | 195,0       |
| BR 075  | Barnbruch                                                       | Übersicht der Naturschutzgebiete in der Übersicht der Naturschutzgebiete in der Stadt Wolfsburg 630 ha, Übersicht der Naturschutzgebiete im Landkreis Gifhorn 570 ha                                                                                         | 1200,0      |
| BR 076  | Kalksteinbruch am Lohlberg                                      | Übersicht der Naturschutzgebiete im Landkreis Helmstedt | 4,0         |
| BR 077  | Talniederung im Barnstorfer Wald                                | Übersicht der Naturschutzgebiete in der Übersicht der Naturschutzgebiete in der Stadt Wolfsburg | 34,0        |
| BR 078  | Steinberg bei Scharzfeld                                        | Übersicht der Naturschutzgebiete im Landkreis Göttingen | 14,0        |
| BR 079  | Großer Leinebusch                                               | Übersicht der Naturschutzgebiete im Landkreis Göttingen | 182,0       |
| BR 080  | Staufenberg                                                     | Übersicht der Naturschutzgebiete im Landkreis Göttingen | 157,9       |
| BR 081  | Bachtäler im Oberharz um Braunlage                              | Übersicht der Naturschutzgebiete im Landkreis Goslar | 376,7       |
| BR 082  | Mäuseberg und Eulenberg                                         | Übersicht der Naturschutzgebiete im Landkreis Northeim | 20,0        |
| BR 083  | Östlicher Langenberg                                            | Übersicht der Naturschutzgebiete im Landkreis Goslar | 28,0        |
| BR 084  | Rhumeaue/Ellerniederung/Gillersheimer Bachtal                   | Übersicht der Naturschutzgebiete im Landkreis Northeim | 249,0       |
| BR 085  | Kaiserwinkel                                                    | Übersicht der Naturschutzgebiete im Landkreis Gifhorn | 407,0       |
| BR 087  | Juliushütte                                                     | Übersicht der Naturschutzgebiete im Landkreis Göttingen (ehemaliges Naturschutzgebiet, aufgegangen im Naturschutzgebiet Gipskarstgebiet bei Bad Sachsa) | 22,4        |
| BR 088  | Wendschotter und Vorsfelder Drömling mit Kötherwiesen           | Übersicht der Naturschutzgebiete in der Übersicht der Naturschutzgebiete in der Stadt Wolfsburg | 722,0       |
| BR 089  | Ilkerbruch                                                      | Übersicht der Naturschutzgebiete in der Übersicht der Naturschutzgebiete in der Stadt Wolfsburg (ehemaliges Naturschutzgebiet, aufgegangen im Naturschutzgebiet Barnbruchswiesen und Ilkerbruch)                                                             | 125,0       |
| BR 089  | Barnbruchswiesen und Ilkerbruch                                 | Übersicht der Naturschutzgebiete in der Übersicht der Naturschutzgebiete in der Stadt Wolfsburg 648 ha, Übersicht der Naturschutzgebiete im Landkreis Gifhorn 66 ha                                                                                          | 714,0       |
| BR 090  | Totenberg                                                       | Übersicht der Naturschutzgebiete im Landkreis Göttingen | 437,0       |
| BR 091  | Osterfelder Tongruben                                           | Übersicht der Naturschutzgebiete im Landkreis Goslar | 4,0         |
| BR 092  | Ossenberg-Fehrenbusch                                           | Übersicht der Naturschutzgebiete im Landkreis Göttingen | 655,0       |
| BR 094  | Reitlingstal                                                    | Übersicht der Naturschutzgebiete im Landkreis Wolfenbüttel | 12,6        |
| BR 095  | Bergwiesen bei St. Andreasberg                                  | Übersicht der Naturschutzgebiete im Landkreis Goslar | 216,6       |
| BR 096  | Schwarzwasserniederung                                          | Übersicht der Naturschutzgebiete im Landkreis Peine | 390,0       |
| BR 097  | Polder I im HRB Salzderhelden                                   | Übersicht der Naturschutzgebiete im Landkreis Northeim | 523,0       |
| BR 098  | Obere Lachte, Kainbach, Jafelbach                               | Übersicht der Naturschutzgebiete im Landkreis Gifhorn | 1090,0      |
| BR 099  | Nördliche Okeraue zwischen Hülperode und Neubrück               | Übersicht der Naturschutzgebiete im Landkreis Gifhorn 195,6 ha, Übersicht der Naturschutzgebiete im Landkreis Peine 54,4 ha | 250,0       |
| BR 101  | Lutterlandbruch                                                 | Übersicht der Naturschutzgebiete im Landkreis Helmstedt | 85,0        |
| BR 102  | Butterberg/Hopfenbusch                                          | Übersicht der Naturschutzgebiete im Landkreis Göttingen (ehemaliges Naturschutzgebiet, aufgegangen im Naturschutzgebiet Butterberg und Hopfenbusch bei Bartolfelde)                                                                                          | 33,6        |
| BR 102  | Butterberg und Hopfenbusch bei Bartolfelde                      | Übersicht der Naturschutzgebiete im Landkreis Göttingen | 38,0        |
| BR 103  | Wahrberg                                                        | Übersicht der Naturschutzgebiete im Landkreis Northeim | 29,0        |
| BR 104  | Hellental                                                       | Übersicht der Naturschutzgebiete im Landkreis Northeim (ehemaliges Naturschutzgebiet, aufgegangen im Naturschutzgebiet Moore und Wälder im Hochsolling, Hellental)                                                                                           | 54,0        |
| BR 105  | Siebertal                                                       | Übersicht der Naturschutzgebiete im Landkreis Göttingen 646,1 ha, Übersicht der Naturschutzgebiete im Landkreis Goslar 48,6 ha | 694,7       |
| BR 106  | Lappwald                                                        | Übersicht der Naturschutzgebiete im Landkreis Helmstedt | 495,0       |
| BR 108  | Ahlewiesen                                                      | Übersicht der Naturschutzgebiete im Landkreis Northeim | 109,0       |
| BR 111  | Johanneser Bergwiesen                                           | Übersicht der Naturschutzgebiete im Landkreis Goslar | 12,0        |
| BR 112  | Speckenberg                                                     | Übersicht der Naturschutzgebiete in der Stadt Salzgitter | 8,2         |
| BR 113  | Fahle Heide, Gifhorner Heide                                    | Übersicht der Naturschutzgebiete im Landkreis Gifhorn | 352,3       |
| BR 116  | Steingrabental – Mackenröder Wald                               | Übersicht der Naturschutzgebiete im Landkreis Göttingen (ehemaliges Naturschutzgebiet, aufgegangen im Naturschutzgebiet Gipskarstgebiet bei Bad Sachsa) | 590,0       |
| BR 118  | Braunschweiger Okeraue                                          | Übersicht der Naturschutzgebiete in der Stadt Braunschweig | 320,0       |
| BR 120  | Heukenberg                                                      | Übersicht der Naturschutzgebiete im Landkreis Northeim (ehemaliges Naturschutzgebiet, aufgegangen im Naturschutzgebiet Holzberg, Denkiehäuser Wald, Heukenberg)                                                                                              | 28,2        |
| BR 122  | Gipskarstlandschaft bei Ührde                                   | Übersicht der Naturschutzgebiete im Landkreis Göttingen | 705,0       |
| BR 124  | Oderaue                                                         | Landkreise Göttingen und Northeim | 510,0       |
| BR 125  | Stadtwald Göttingen und Kerstlingeröder Feld                    | Stadt Göttingen | 1193,0      |
| BR 127  | Okertal südlich Vienenburg                                      | Übersicht der Naturschutzgebiete im Landkreis Goslar | 200,0       |
| BR 129  | Gipskarstlandschaft Bad Sachsa und Walkenried                   | Übersicht der Naturschutzgebiete im Landkreis Göttingen (ehemaliges Naturschutzgebiet, aufgegangen im Naturschutzgebiet Gipskarstgebiet bei Bad Sachsa) | 378,0       |
| BR 130  | Leineniederung Salzderhelden                                    | Übersicht der Naturschutzgebiete im Landkreis Northeim | 497,0       |
| BR 131  | Mittleres Innerstetal mit Kanstein                              | Landkreise Gifhorn, Hildesheim, Wolfenbüttel und Stadt Salzgitter | 563,0       |
| BR 132  | Niederungsbereich Oerrelbach                                    | Übersicht der Naturschutzgebiete im Landkreis Gifhorn | 140,0       |
| BR 133  | Erweiterungsflächen Vogelmoor                                   | Übersicht der Naturschutzgebiete im Landkreis Gifhorn | 156,0       |
| BR 134  | Mittlere Ohreaue                                                | Übersicht der Naturschutzgebiete im Landkreis Gifhorn | 84,0        |
| BR 135  | Okeraue bei Volkse                                              | Übersicht der Naturschutzgebiete im Landkreis Gifhorn | 496,0       |
| BR 136  | Okeraue bei Didderse                                            | Übersicht der Naturschutzgebiete im Landkreis Gifhorn 174 ha, Übersicht der Naturschutzgebiete im Landkreis Peine 15 ha | 189,0       |
| BR 137  | Selterklippen                                                   | Landkreis Hildesheim und Übersicht der Naturschutzgebiete im Landkreis Northeim | 96,0        |
| BR 140  | Wurmberg                                                        | Übersicht der Naturschutzgebiete im Landkreis Goslar | 183,0       |
| BR 141  | Appelhorn                                                       | Übersicht der Naturschutzgebiete im Landkreis Goslar | 245,0       |
| BR 142  | Steinbruch Baddeckenstedt                                       | Übersicht der Naturschutzgebiete im Landkreis Wolfenbüttel | 6,3         |
| BR 143  | Okeraue zwischen Meinersen und Müden (Aller)                    | Übersicht der Naturschutzgebiete im Landkreis Gifhorn | 268,4       |
| BR 144  | Gilder Meerbergsmoor                                            | Übersicht der Naturschutzgebiete im Landkreis Gifhorn | 9,2         |
| BR 145  | Allertal zwischen Gifhorn (B 4) und Flettmar (Kreisgrenze)      | Übersicht der Naturschutzgebiete im Landkreis Gifhorn | 1167,0      |
| BR 146  | Allertal zwischen Gifhorn und Wolfsburg                         | Übersicht der Naturschutzgebiete in der Übersicht der Naturschutzgebiete in der Stadt Wolfsburg und Übersicht der Naturschutzgebiete im Landkreis Gifhorn | 895,1       |
| BR 147  | Seeanger, Retlake, Suhletal                                     | Übersicht der Naturschutzgebiete im Landkreis Göttingen | 400,0       |
| BR 148  | Klosterberg                                                     | Übersicht der Naturschutzgebiete im Landkreis Northeim | 12,5        |
| BR 149  | Tagebau Haverlahwiese                                           | Übersicht der Naturschutzgebiete in der Stadt Salzgitter | 206,0       |
| BR 150  | Herzogsberge                                                    | Übersicht der Naturschutzgebiete im Landkreis Wolfenbüttel | 266,0       |
| BR 151  | Obere Ohre/Landwehr von Rade                                    | Übersicht der Naturschutzgebiete im Landkreis Gifhorn | 44,57       |
| BR 152  | Oker- und Eckertal in den Landkreisen Goslar und Wolfenbüttel   | Übersicht der Naturschutzgebiete im Landkreis Goslar und Übersicht der Naturschutzgebiete im Landkreis Wolfenbüttel | 385,0       |
| BR 153  | Mascheroder- und Rautheimer Holz                                | Übersicht der Naturschutzgebiete in der Stadt Braunschweig | 155,0       |
| BR 154  | Barnstorfer Wald                                                | Übersicht der Naturschutzgebiete in der Übersicht der Naturschutzgebiete in der Stadt Wolfsburg | 522,0       |
| BR 155  | Remlinger Heerse                                                | Übersicht der Naturschutzgebiete im Landkreis Wolfenbüttel | 12,5        |
| BR 156  | Ise mit Nebenbächen                                             | Übersicht der Naturschutzgebiete im Landkreis Gifhorn, Landkreis Uelzen | 839,8       |
| BR 157  | Bachtäler im Kaufunger Wald                                     | Übersicht der Naturschutzgebiete im Landkreis Göttingen | 332,0       |
| BR 158  | Südlicher Drömling                                              | Übersicht der Naturschutzgebiete im Landkreis Helmstedt | 602,0       |
| BR 159  | Schulenburgscher Drömling                                       | Übersicht der Naturschutzgebiete im Landkreis Gifhorn | 519,0       |
| BR 160  | Allertal im städtischen Bereich von Gifhorn                     | Übersicht der Naturschutzgebiete im Landkreis Gifhorn | 35,0        |
| BR 161  | Göttinger Wald                                                  | Stadt Göttingen | 733,41      |
| BR 162  | Nördlicher Drömling                                             | Übersicht der Naturschutzgebiete im Landkreis Gifhorn | 1113,0      |
| BR 163  | Politz und Hegholz                                              | Landkreise Gifhorn und Helmstedt | 484,4       |
| BR 164  | Mehlkamp und Heinenkamp                                         | Übersicht der Naturschutzgebiete in der Stadt Braunschweig | 56,0        |
| BR 165  | Beienroder Holz                                                 | Übersicht der Naturschutzgebiete im Landkreis Helmstedt | 559,0       |
| BR 166  | Hohnstedter Holz                                                | Übersicht der Naturschutzgebiete in der Stadt Wolfsburg | 275,0       |
| BR 167  | Moore und Wälder im Hochsolling                                 | Übersicht der Naturschutzgebiete im Landkreis Northeim | 862,0       |
| BR 168  | Wälder im östlichen Solling                                     | Übersicht der Naturschutzgebiete im Landkreis Northeim | 1479,0      |
| BR 169  | Wälder im Solling bei Lauenberg                                 | Übersicht der Naturschutzgebiete im Landkreis Northeim | 322,0       |
| BR 170  | Wälder im südlichen Solling                                     | Übersicht der Naturschutzgebiete im Landkreis Northeim | 1016,0      |
| BR 171  | Wald am Großen Streitrodt bei Delliehausen                      | Übersicht der Naturschutzgebiete im Landkreis Northeim | 228,0       |
| BR 172  | Wälder am Schäferstein und am Hohen Rott bei Verliehausen       | Übersicht der Naturschutzgebiete im Landkreis Northeim | 102,0       |
| BR 173  | Soltauquelle                                                    | Übersicht der Naturschutzgebiete im Landkreis Helmstedt | 1,33        |
| BR 174  | Düpenwiesen                                                     | Stadt Wolfsburg | 172,0       |
| BR 175  | Rhumeaue, Ellerniederung, Schmalau und Thiershäuser Teiche      | Übersicht der Naturschutzgebiete im Landkreis Göttingen | 872,0       |
| BR 176  | Laubwälder zwischen Braunschweig und Wolfsburg                  | Übersicht der Naturschutzgebiete im Landkreis Helmstedt, Übersicht der Naturschutzgebiete im Landkreis Gifhorn | 1022,0      |
| BR 177  | Gipskarstgebiet bei Bad Sachsa                                  | Übersicht der Naturschutzgebiete im Landkreis Göttingen | 1546,0      |
| BR 178  | Thuner Sundern                                                  | Stadt Braunschweig | 44,0        |
| BR 179  | Ballertasche                                                    | Übersicht der Naturschutzgebiete im Landkreis Göttingen | 46,5        |
| LÜ 365  | Oberer Gosebach                                                 | Übersicht der Naturschutzgebiete im Landkreis Gifhorn | 5,0         |

## Naturschutzgebiete im ehemaligen Bezirk Hannover
| NSG Nr. | Name des Naturschutzgebietes                                             | Landkreis / Kreisfreie Stadt | Fläche (ha) |
| ------- | ------------------------------------------------------------------------ | --- | ----------- |
| HA 001  | Pastorendiek                                                             | Landkreis Diepholz | 11,6        |
| HA 002  | Hohenstein                                                               | Landkreis Hameln-Pyrmont | 877,0       |
| HA 003  | Blankes Flat                                                             | Region Hannover | 47,5        |
| HA 004  | Sundern                                                                  | Region Hannover | 50,4        |
| HA 006  | Schnepker Schlatt                                                        | Landkreis Diepholz | 5,0         |
| HA 007  | Lachmöwenkolonie Stelle                                                  | Landkreis Diepholz | 2,0         |
| HA 010  | Alhuser Ahe                                                              | Landkreis Nienburg | 22,0        |
| HA 011  | Eichenkratt                                                              | Landkreis Nienburg | 7,0         |
| HA 012  | Großes Meer                                                              | Landkreis Diepholz | 24,6        |
| HA 015  | Schweineberg                                                             | Stadt Hameln | 169,1       |
| HA 016  | Schmiedebruch                                                            | Landkreis Nienburg | 35,0        |
| HA 018  | Eichen-Hülsenwälder                                                      | Landkreis Nienburg | 3,6         |
| HA 019  | Auf dem Knickbrink                                                       | Landkreis Schaumburg | 5,5         |
| HA 020  | Heineberg                                                                | Landkreis Hameln-Pyrmont | 21,0        |
| HA 023  | Aher Kämpe                                                               | Landkreis Schaumburg | 31,0        |
| HA 024  | Dümmer                                                                   | Landkreis Diepholz 550,1 ha, Landkreis Vechta 54,7 ha, Landkreis Osnabrück 10,6 ha (ehemaliges Naturschutzgebiet, aufgegangen im Naturschutzgebiet Dümmer, Hohe Sieben und Ochsenmoor)                                                            | 615,4       |
| HA 025  | Saupark                                                                  | Region Hannover 1762,3 ha, Landkreis Hameln-Pyrmont 682,5 ha | 2444,8      |
| HA 026  | Entenpool                                                                | Landkreis Diepholz | 15,0        |
| HA 027  | Hagenburger Moor                                                         | Region Hannover (ehemaliges Naturschutzgebiet, aufgegangen im Naturschutzgebiet Westufer Steinhuder Meer) | 200,0       |
| HA 029  | Geestmoor                                                                | Landkreis Diepholz (ehemaliges Naturschutzgebiet, aufgegangen im Naturschutzgebiet Geestmoor-Klosterbachtal) | 52,1,0      |
| HA 030  | Ostufer Steinhuder Meer                                                  | Region Hannover (ehemaliges Naturschutzgebiet, aufgegangen im Naturschutzgebiet Totes Moor) | 360,0       |
| HA 032  | Neustädter Moor                                                          | Landkreis Diepholz | 237,7       |
| HA 033  | Großes Renzeler Moor                                                     | Landkreis Diepholz (ehemaliges Naturschutzgebiet, aufgegangen im gleichnamigen Naturschutzgebiet) | 231,6       |
| HA 034  | Otternhagener Moor                                                       | Region Hannover | 974,0       |
| HA 035  | Hohe Sieben                                                              | Landkreis Diepholz (ehemaliges Naturschutzgebiet, aufgegangen im Naturschutzgebiet Dümmer, Hohe Sieben und Ochsenmoor) | 75,3        |
| HA 036  | Buchhorster Auwald                                                       | Landkreis Nienburg | 6,1         |
| HA 037  | Auhagener Schier                                                         | Landkreis Schaumburg | 14,0        |
| HA 038  | Evershorst                                                               | Landkreis Diepholz | 24,1        |
| HA 039  | Huntebruch                                                               | Landkreis Diepholz (ehemaliges Naturschutzgebiet, aufgegangen im Naturschutzgebiet Huntebruch und Huntebruchwiesen) | 46,0        |
| HA 040  | Am Heeder Moor                                                           | Landkreis Diepholz (ehemaliges Naturschutzgebiet, aufgegangen im Naturschutzgebiet Aschener Moor/Heeder Moor) | 202,0       |
| HA 041  | Teufelsbad                                                               | Landkreis Schaumburg | 60,0        |
| HA 042  | Rehburger Moor                                                           | Landkreis Nienburg (ehemaliges Naturschutzgebiet, aufgegangen im Naturschutzgebiet Rehburger Moore) | 156,0       |
| HA 043  | Oppenweher Moor                                                          | Landkreis Diepholz | 380,0       |
| HA 044  | Altwarmbüchener Moor                                                     | Region Hannover | 40,0        |
| HA 045  | Im Himmelreich                                                           | Region Hannover | 9,0         |
| HA 046  | Bissendorfer Moor                                                        | Region Hannover | 498,0       |
| HA 047  | Trunnenmoor                                                              | Region Hannover | 171,0       |
| HA 048  | Mühlenberg bei Pegestorf                                                 | Landkreis Holzminden | 8,0         |
| HA 049  | Mecklenbruch                                                             | Landkreis Holzminden (ehemaliges Naturschutzgebiet, aufgegangen im Naturschutzgebiet Moore und Wälder im Hochsolling, Hellental) | 63,0        |
| HA 052  | Karlsberg                                                                | Landkreis Hildesheim (ehemaliges Naturschutzgebiet, aufgegangen im Naturschutzgebiet Trockenlebensräume – Sieben Berge, Vorberge) | 13,8        |
| HA 053  | Haseder Busch                                                            | Landkreis Hildesheim 42,1 ha, Stadt Hildesheim 6,5 ha | 48,6        |
| HA 054  | Gallberg                                                                 | Stadt Hildesheim | 42,5        |
| HA 056  | Helstorfer Moor                                                          | Region Hannover | 417,0       |
| HA 057  | Neustädter Moor II                                                       | Landkreis Diepholz | 375,0       |
| HA 058  | Rinderweide                                                              | Landkreis Hameln-Pyrmont | 6,6         |
| HA 059  | Wulveskuhlen                                                             | Region Hannover (ehemaliges Naturschutzgebiet, aufgegangen im Naturschutzgebiet Totes Moor) | 42,5        |
| HA 060  | Meerbruch                                                                | Region Hannover 186,6 ha, Landkreis Nienburg/Weser 24,4 ha (ehemaliges Naturschutzgebiet, aufgegangen im Naturschutzgebiet Westufer Steinhuder Meer)                                                                                              | 211,0       |
| HA 060  | Westufer Steinhuder Meer                                                 | Region Hannover 637 ha, Landkreis Nienburg/Weser 26 ha | 663,0       |
| HA 061  | Bockenemer Klärteiche                                                    | Landkreis Hildesheim | 4,2         |
| HA 062  | Rehdener Geestmoor                                                       | Landkreis Diepholz | 1195,0      |
| HA 063  | Am Großen Renzeler Moor                                                  | Landkreis Diepholz (ehemaliges Naturschutzgebiet, aufgegangen im Naturschutzgebiet Großes Renzeler Moor) | 183,0       |
| HA 064  | Holzwiese-Bockmerholz                                                    | Region Hannover (ehemaliges Naturschutzgebiet, aufgegangen im Naturschutzgebiet Bockmerholz, Gaim) | 49,0        |
| HA 066  | Neustädter Moor-Regenerationsgebiet                                      | Landkreis Diepholz | 710,0       |
| HA 067  | Alte Tongrube Borstel                                                    | Landkreis Schaumburg | 5,0         |
| HA 068  | Pöttcher Grund                                                           | Landkreis Holzminden | 13,5        |
| HA 069  | Ricklinger Entenpool                                                     | Region Hannover | 14,6        |
| HA 070  | Bissendorfer Moor II                                                     | Region Hannover (ehemaliges Naturschutzgebiet, aufgegangen im Naturschutzgebiet Bissendorfer Moor) | 95,0        |
| HA 071  | Kalkofen                                                                 | Stadt Hameln | 3,5         |
| HA 072  | Töneböns Teiche                                                          | Stadt Hameln | 28,0        |
| HA 073  | Steimbker Kuhlen                                                         | Landkreis Nienburg | 165,0       |
| HA 074  | Steinberg bei Wesseln                                                    | Landkreis Hildesheim | 10,3        |
| HA 075  | Wietser Teiche                                                           | Landkreis Schaumburg | 13,0        |
| HA 076  | Wiedesee                                                                 | Landkreis Nienburg | 26,0        |
| HA 077  | Schiefer Holzer Berg                                                     | Landkreis Hildesheim (ehemaliges Naturschutzgebiet, aufgegangen im Naturschutzgebiet Trockenlebensräume – Sieben Berge, Vorberge) | 12,0        |
| HA 078  | Alter Schlosspark Wrisbergholzen                                         | Landkreis Hildesheim | 9,0         |
| HA 079  | Krähenmoor                                                               | Landkreis Nienburg | 230,0       |
| HA 080  | Mergelhalde                                                              | Region Hannover (ehemaliges Naturschutzgebiet, aufgegangen im Naturschutzgebiet Bockmerholz, Gaim) | 4,0         |
| HA 081  | Giesener Teiche                                                          | Stadt Hildesheim | 11,0        |
| HA 082  | Buchholzmoor                                                             | Landkreis Nienburg (ehemaliges Naturschutzgebiet, aufgegangen im Naturschutzgebiet Rehburger Moore) | 118,0       |
| HA 084  | Holtorfer Moor                                                           | Landkreis Nienburg | 160,0       |
| HA 085  | Wadebruch                                                                | Region Hannover | 16,0        |
| HA 086  | Rodewalder Lichtenheide                                                  | Landkreis Nienburg | 250,0       |
| HA 087  | Rodewalder Wiehbuschwiesen                                               | Landkreis Nienburg | 78,0        |
| HA 088  | Nordeler Bruch                                                           | Landkreis Nienburg | 71,0        |
| HA 089  | Rehdener Geestmoor-Regenerationsgebiet                                   | Landkreis Diepholz | 591,0       |
| HA 090  | Steinbruch Holzmühle                                                     | Region Hannover | 9,0         |
| HA 091  | St. Avold                                                                | Landkreis Hameln-Pyrmont | 7,5         |
| HA 092  | Alte Teichanlage an der Rinderweide                                      | Landkreis Hameln-Pyrmont | 5,5         |
| HA 093  | Gronauer Masch                                                           | Landkreis Hildesheim (ehemaliges Naturschutzgebiet, aufgegangen im Naturschutzgebiet Leineaue zwischen Gronau und Burgstemmen) | 32,0        |
| HA 094  | Aschener Moor                                                            | Landkreis Diepholz (ehemaliges Naturschutzgebiet, aufgegangen im Naturschutzgebiet Aschener Moor/Heeder Moor) | 186,0       |
| HA 095  | Heinsener Klippen                                                        | Landkreis Holzminden (ehemaliges Naturschutzgebiet, aufgegangen im Naturschutzgebiet Heinsener Klippen, Graupenburg) | 230,0       |
| HA 095  | Heinsener Klippen, Graupenburg                                           | Landkreis Holzminden | 325,0       |
| HA 096  | Unterer Lauensberg                                                       | Landkreis Hildesheim (ehemaliges Naturschutzgebiet, aufgegangen im Naturschutzgebiet Trockenlebensräume – Sieben Berge, Vorberge) | 9,3,0       |
| HA 097  | Naturwald Saubrink/Oberberg                                              | Landkreis Hameln-Pyrmont | 240,0       |
| HA 098  | Burckhardtshöhe                                                          | Landkreis Nienburg | 13,0        |
| HA 099  | Torfmoor                                                                 | Landkreis Holzminden (ehemaliges Naturschutzgebiet, aufgegangen im Naturschutzgebiet Moore und Wälder im Hochsolling, Hellental) | 44,0        |
| HA 100  | Wiesengebiet am Großen Renzeler Moor                                     | Landkreis Diepholz (ehemaliges Naturschutzgebiet, aufgegangen im Naturschutzgebiet Großes Renzeler Moor) | 48,5        |
| HA 101  | Brummershop                                                              | Landkreis Schaumburg | 14,0        |
| HA 102  | In den sieben Bergteilen                                                 | Region Hannover | 16,5        |
| HA 103  | Krähenmoor II                                                            | Landkreis Nienburg | 180,0       |
| HA 104  | Kleyberg                                                                 | Landkreis Holzminden | 14,0        |
| HA 105  | Brand                                                                    | Region Hannover | 6,5         |
| HA 106  | Amphibienbiotope Hohenbüchen                                             | Landkreis Holzminden | 6,4         |
| HA 107  | Weinberg bei Rühle                                                       | Landkreis Holzminden (ehemaliges Naturschutzgebiet, aufgegangen im Naturschutzgebiet Südliche Burgberghänge, Weinberge bei Holenberg und Rühle)                                                                                                   | 13,0        |
| HA 108  | Hägerdorn                                                                | Landkreis Nienburg | 27,0        |
| HA 109  | Am roten Steine                                                          | Stadt Hildesheim | 28,0        |
| HA 110  | Wätzumer Tonkuhle                                                        | Landkreis Hildesheim | 10,5        |
| HA 111  | Kathagenberg                                                             | Landkreis Holzminden | 18,0        |
| HA 112  | Siedener Moor                                                            | Landkreis Diepholz 658,2 ha, Landkreis Nienburg 166,8 ha | 825,0       |
| HA 113  | Brandmoorwiesen                                                          | Region Hannover | 28,0        |
| HA 114  | Bieförthmoor                                                             | Region Hannover | 198,0       |
| HA 115  | Zigeunerwäldchen                                                         | Region Hannover | 15,0        |
| HA 116  | Vogelherd                                                                | Landkreis Holzminden (ehemaliges Naturschutzgebiet, aufgegangen im Naturschutzgebiet Moore und Wälder im Hochsolling, Hellental) | 61,0        |
| HA 117  | Im Heidsieke                                                             | Landkreis Hameln-Pyrmont | 8,0         |
| HA 118  | Osterberg                                                                | Landkreis Holzminden | 25,5        |
| HA 119  | Tuchtberg                                                                | Landkreis Holzminden | 21,0        |
| HA 120  | Rehburger Moor II                                                        | Landkreis Nienburg (ehemaliges Naturschutzgebiet, aufgegangen im Naturschutzgebiet Rehburger Moore) | 92,0        |
| HA 121  | Schwarze Heide                                                           | Landkreis Hildesheim | 10,7        |
| HA 122  | Bruchwald bei Ehrenburg                                                  | Landkreis Diepholz | 19,0        |
| HA 123  | Halbtrockenrasen bei Irmenseul                                           | Landkreis Hildesheim | 2,4,0       |
| HA 124  | Walterbachtal                                                            | Landkreis Schaumburg 26 ha, Landkreis Hameln-Pyrmont 6 ha | 32,0        |
| HA 125  | Drebbersches Moor                                                        | Landkreis Diepholz | 100,0       |
| HA 126  | Weinberg bei Holenberg                                                   | Landkreis Holzminden (ehemaliges Naturschutzgebiet, aufgegangen im Naturschutzgebiet Südliche Burgberghänge, Weinberge bei Holenberg und Rühle)                                                                                                   | 42,0        |
| HA 127  | Mittleres Wietingsmoor                                                   | Landkreis Diepholz (ehemaliges Naturschutzgebiet, aufgegangen im Naturschutzgebiet Nördliches und Mittleres Wietingsmoor, Freistätter Moor und Sprekelsmeer)                                                                                      | 298,0       |
| HA 128  | Auf Kuhlmannsberge                                                       | Landkreis Hameln-Pyrmont | 7,0         |
| HA 129  | Leineaue unter dem Rammelsberg                                           | Landkreis Hildesheim (ehemaliges Naturschutzgebiet, aufgegangen im Naturschutzgebiet Leineaue zwischen Gronau und Burgstemmen) | 200,0       |
| HA 129  | Leineaue zwischen Gronau und Burgstemmen                                 | Landkreis Hildesheim | 312,0       |
| HA 130  | Im Bergkamp                                                              | Landkreis Schaumburg | 2,0         |
| HA 131  | Stuckenstein-Eichen                                                      | Landkreis Holzminden | 20,0        |
| HA 132  | Ostenuther Kiesteiche                                                    | Landkreis Schaumburg | 41,0        |
| HA 133  | Hahnenkamp                                                               | Region Hannover | 46,0        |
| HA 134  | Mastberg und Innersteaue                                                 | Stadt Hildesheim | 37,0        |
| HA 136  | Sette                                                                    | Landkreis Diepholz | 44,0        |
| HA 137  | Wiesengebiet Neustädter Moor                                             | Landkreis Diepholz | 155,0       |
| HA 138  | Wehmholz                                                                 | Landkreis Hildesheim | 16,5        |
| HA 139  | Unter dem Idtberg                                                        | Landkreis Holzminden (ehemaliges Naturschutzgebiet, aufgegangen im Naturschutzgebiet Idtberg) | 19,0        |
| HA 140  | Südhang des Thüster Berges                                               | Landkreis Hameln-Pyrmont | 60,0        |
| HA 141  | Bückeburger Niederung                                                    | Landkreis Schaumburg | 65,0        |
| HA 142  | Heberberg                                                                | Landkreis Hildesheim | 15,0        |
| HA 143  | Delligser Steinbruch                                                     | Landkreis Holzminden 5,3 ha, Landkreis Hildesheim 0,7 ha | 6,0         |
| HA 144  | Geesthang Nordholz                                                       | Landkreis Nienburg | 4,5         |
| HA 145  | Entenfang                                                                | Landkreis Hildesheim | 18,5        |
| HA 146  | Nagelbrink                                                               | Landkreis Hameln-Pyrmont | 3,0         |
| HA 147  | Freistätter Moor                                                         | Landkreis Diepholz (ehemaliges Naturschutzgebiet, aufgegangen im Naturschutzgebiet Nördliches und Mittleres Wietingsmoor, Freistätter Moor und Sprekelsmeer)                                                                                      | 878,0       |
| HA 148  | Diepholzer Moor                                                          | Landkreis Diepholz | 498,0       |
| HA 149  | Moore und Wälder im Hochsolling, Hellental                               | Landkreis Holzminden, Landkreis Northeim | 579,0       |
| HA 149  | Hellental                                                                | Landkreis Holzminden (ehemaliges Naturschutzgebiet, aufgegangen im Naturschutzgebiet Moore und Wälder im Hochsolling, Hellental) | 128,0       |
| HA 150  | Holzbergwiesen                                                           | Landkreis Holzminden (ehemaliges Naturschutzgebiet, aufgegangen im Naturschutzgebiet Holzberg, Denkiehäuser Wald, Heukenberg) | 375,0       |
| HA 150  | Holzberg, Denkiehäuser Wald, Heukenberg                                  | Landkreis Holzminden, Landkreis Northeim | 810,0       |
| HA 151  | Lemker Marsch                                                            | Landkreis Nienburg | 172,0       |
| HA 152  | Düvels Kamp                                                              | Region Hannover | 8,7         |
| HA 153  | Steinbrinker-Ströhener Masch                                             | Landkreis Nienburg 220,7 ha, Landkreis Diepholz 34,3 ha | 255,0       |
| HA 154  | Wunstorfer Moor                                                          | Region Hannover | 650,0       |
| HA 155  | Drakenburger Marsch                                                      | Landkreis Nienburg | 254,0       |
| HA 156  | Boller Moor und Lange Lohe                                               | Landkreis Diepholz | 420,0       |
| HA 157  | Sprekelsmeer                                                             | Landkreis Diepholz (ehemaliges Naturschutzgebiet, aufgegangen im Naturschutzgebiet Nördliches und Mittleres Wietingsmoor, Freistätter Moor und Sprekelsmeer)                                                                                      | 4,5         |
| HA 158  | Bleckriede                                                               | Landkreis Diepholz | 221,0       |
| HA 159  | Hohes Moor                                                               | Landkreis Diepholz 515 ha, Landkreis Nienburg 118 ha | 633,0       |
| HA 160  | Okeler Sandgrube                                                         | Landkreis Diepholz | 3,6         |
| HA 161  | Auwald bei Hingste                                                       | Landkreis Nienburg | 2,5         |
| HA 162  | Schwarzes Moor bei Resse                                                 | Region Hannover | 140,0       |
| HA 163  | Tonstich bei Goldbeck                                                    | Landkreis Schaumburg 6,5 ha, Landkreis Hameln-Pyrmont 3,5 ha | 10,0        |
| HA 164  | Ahlewiesen                                                               | Landkreis Holzminden | 110,0       |
| HA 165  | Gaim                                                                     | Region Hannover (ehemaliges Naturschutzgebiet, aufgegangen im Naturschutzgebiet Bockmerholz, Gaim) | 91,0        |
| HA 166  | Südliche Burgberghänge                                                   | Landkreis Holzminden (ehemaliges Naturschutzgebiet, aufgegangen im Naturschutzgebiet Südliche Burgberghänge, Weinberge bei Holenberg und Rühle)                                                                                                   | 83,0        |
| HA 166  | Südliche Burgberghänge, Weinberge bei Holenberg und Rühle                | Landkreis Holzminden | 177,0       |
| HA 167  | Tiefe Sohle                                                              | Landkreis Schaumburg 14,4 ha, Landkreis Hameln-Pyrmont 1,6 ha | 16,0        |
| HA 168  | Wernershöhe                                                              | Landkreis Hildesheim (ehemaliges Naturschutzgebiet, aufgegangen im Naturschutzgebiet Trockenlebensräume – Sieben Berge, Vorberge) | 87,0        |
| HA 169  | Sollberg                                                                 | Landkreis Hameln-Pyrmont | 13,0        |
| HA 170  | In den Eichen                                                            | Landkreis Holzminden | 110,0       |
| HA 171  | Emmertal                                                                 | Landkreis Hameln-Pyrmont 577 ha, Landkreis Holzminden 100 ha | 677,0       |
| HA 172  | Ochsenmoor                                                               | Landkreis Diepholz (ehemaliges Naturschutzgebiet, aufgegangen im Naturschutzgebiet Dümmer, Hohe Sieben und Ochsenmoor) | 1029,0      |
| HA 173  | Bockmerholz                                                              | Region Hannover (ehemaliges Naturschutzgebiet, aufgegangen im Naturschutzgebiet Bockmerholz, Gaim) | 121,0       |
| HA 174  | Weißer Graben                                                            | Landkreis Nienburg | 502,0       |
| HA 175  | Freidorfer Hachetal                                                      | Landkreis Diepholz (ehemaliges Naturschutzgebiet, aufgegangen im Naturschutzgebiet Hachetal und Freidorfer Hachetal) | 78,0        |
| HA 176  | Domäne Stolzenau/Leese                                                   | Landkreis Nienburg | 291,0       |
| HA 177  | Wellier Schleife/Staustufe Landesbergen                                  | Landkreis Nienburg | 278,0       |
| HA 178  | Borsteler Moor                                                           | Landkreis Diepholz 480 ha, Landkreis Nienburg 15 ha | 495,0       |
| HA 179  | Ahrberger Holz/Groß Förster Holz                                         | Landkreis Hildesheim | 44,0        |
| HA 180  | Heukenberg                                                               | Landkreis Holzminden (ehemaliges Naturschutzgebiet, aufgegangen im Naturschutzgebiet Holzberg, Denkiehäuser Wald, Heukenberg) | 14,3        |
| HA 181  | Boltenmoor                                                               | Landkreis Diepholz | 13,3        |
| HA 182  | Kladdinger Wiesen                                                        | Landkreis Diepholz | 390,0       |
| HA 183  | Helstorfer Altwasser                                                     | Region Hannover | 30,0        |
| HA 184  | Evenser Moor                                                             | Region Hannover | 47,0        |
| HA 185  | Bunkenmoor                                                               | Landkreis Nienburg | 37,0        |
| HA 186  | Beberbach-Humme-Niederung                                                | Landkreis Hameln-Pyrmont | 30,0        |
| HA 187  | Kleines Bruch und Düsteres Bruch                                         | Landkreis Holzminden | 51,0        |
| HA 188  | Lieth                                                                    | Landkreis Hildesheim | 52,0        |
| HA 189  | Schlattbeeke                                                             | Landkreis Diepholz (ehemaliges Naturschutzgebiet, aufgegangen im Naturschutzgebiet Geestmoor-Klosterbachtal und Schlattbeeke) | 45,0        |
| HA 190  | Meerbruchswiesen                                                         | Region Hannover 452,9 ha, Landkreis Nienburg 370,9 ha, Landkreis Schaumburg 196,2 ha | 1020,0      |
| HA 191  | Alte Leine                                                               | Region Hannover (ehemaliges Naturschutzgebiet, aufgegangen im Naturschutzgebiet Leineaue zwischen Hannover und Ruthe) | 317,0       |
| HA 192  | Speckenbachtal                                                           | Landkreis Diepholz 43 ha, Landkreis Nienburg 2 ha | 45,0        |
| HA 193  | Garbeeke                                                                 | Landkreis Diepholz | 60,0        |
| HA 194  | Kienmoor                                                                 | Region Hannover | 39,0        |
| HA 195  | Kananohe                                                                 | Region Hannover | 45,0        |
| HA 196  | Schilfbruch                                                              | Region Hannover | 274,0       |
| HA 197  | Graupenburg                                                              | Landkreis Holzminden (ehemaliges Naturschutzgebiet, aufgegangen im Naturschutzgebiet Heinsener Klippen, Graupenburg) | 60,0        |
| HA 198  | Bohlberg                                                                 | Landkreis Holzminden | 110,0       |
| HA 199  | Wachendorfer/Gödestorfer Bruch                                           | Landkreis Diepholz | 195,0       |
| HA 200  | Nördliches Wietingsmoor                                                  | Landkreis Diepholz (ehemaliges Naturschutzgebiet, aufgegangen im Naturschutzgebiet Nördliches und Mittleres Wietingsmoor, Freistätter Moor und Sprekelsmeer)                                                                                      | 1599,0      |
| HA 201  | Hofwiesenteiche                                                          | Landkreis Schaumburg | 36,0        |
| HA 202  | Duinger Wald                                                             | Landkreis Hildesheim | 326,0       |
| HA 203  | Leineaue zwischen Ruthe und Koldingen                                    | Region Hannover 274 ha, Landkreis Hildesheim 255 ha (in der Region Hannover liegender Teil und Großteil des im Landkreis Hildesheim liegender Teil des Naturschutzgebietes aufgegangen im Naturschutzgebiet Leineaue zwischen Hannover und Ruthe) | 529,0       |
| HA 204  | Huntebruch und Huntebruchwiesen                                          | Landkreis Diepholz | 260,0       |
| HA 205  | Mergelgrube bei Hannover (HPC I)                                         | Region Hannover | 21,0        |
|         | Schlatt am Friedeholz                                                    | Landkreis Diepholz (ehemaliges Naturschutzgebiet, aufgegangen im Naturschutzgebiet Amphibienbiotop Friedeholzer Schlatt) | 3,7         |
| HA 206  | Amphibienbiotop Friedeholzer Schlatt                                     | Landkreis Diepholz | 18,8        |
| HA 207  | Hachetal                                                                 | Landkreis Diepholz (ehemaliges Naturschutzgebiet, aufgegangen im Naturschutzgebiet Hachetal und Freidorfer Hachetal) | 180,0       |
| HA 208  | Uchter Moor                                                              | Landkreis Nienburg 3165 ha, Landkreis Diepholz 98 ha | 3263,0      |
|         | Geestmoor-Klosterbachtal                                                 | Landkreis Diepholz (ehemaliges Naturschutzgebiet, aufgegangen im Naturschutzgebiete Geestmoor-Klosterbachtal und Schlattbeeke) | 356,0       |
| HA 209  | Geestmoor-Klosterbachtal und Schlattbeeke                                | Landkreis Diepholz | 450,0       |
| HA 210  | Kamm des Wesergebirges                                                   | Landkreis Schaumburg | 452,0       |
| HA 211  | Finkenberg/Lerchenberg                                                   | Stadt Hildesheim | 257,0       |
| HA 212  | Alter Steinbruch Liekwegen                                               | Landkreis Schaumburg | 22,0        |
| HA 213  | Ithwiesen                                                                | Landkreis Holzminden 195 ha, Landkreis Hildesheim 67 ha, Landkreis Hameln-Pyrmont 1 ha | 263,0       |
| HA 214  | Ith                                                                      | Landkreis Hameln-Pyrmont 1962 ha, Landkreis Holzminden 753 ha | 2715,0      |
| HA 215  | Mühlenberg                                                               | Landkreis Schaumburg | 4,7         |
| HA 217  | Bockmerholz, Gaim                                                        | Region Hannover | 1119,0      |
| HA 218  | Lange Dreisch und Osterberg                                              | Stadt Hildesheim | 245,0       |
| HA 219  | Kameslandschaft                                                          | Landkreis Schaumburg | 244,0       |
| HA 220  | Aschener Moor/Heeder Moor                                                | Landkreis Diepholz | 1023,0      |
| HA 221  | Liebenauer Gruben                                                        | Landkreis Nienburg | 142,0       |
| HA 222  | Auenlandschaft Hohenrode                                                 | Landkreis Schaumburg | 127,0       |
| HA 223  | Amphibienbiotope an der Hohen Warte                                      | Landkreis Holzminden, Landkreis Hildesheim | 78,0        |
| HA 225  | Weserniederung am Heiligenberg                                           | Landkreis Holzminden | 7,3         |
| HA 226  | Lenne                                                                    | Landkreis Holzminden | 113,0       |
| HA 227  | Fledermauswinterquartier im Asphaltstollen, Hils                         | Landkreis Holzminden | 4,1         |
| HA 228  | Teiche am Erz- und Finkenbruch im Solling                                | Landkreis Holzminden | 3,0         |
| HA 229  | Idtberg                                                                  | Landkreis Holzminden | 192,4       |
| HA 230  | Orchideenwiese bei Diepenau                                              | Landkreis Nienburg/Weser | 0,6         |
| HA 231  | Laubwälder im Hils                                                       | Landkreis Hildesheim | 512,4       |
| HA 232  | Kammmolch-Biotop bei Bassum                                              | Landkreis Diepholz | 5,1         |
| HA 233  | Fuhse-Auwald bei Uetze (Herrschaft)                                      | Region Hannover | 154,0       |
| HA 234  | Randbereiche Lichtenmoor                                                 | Landkreis Nienburg/Weser | 155,0       |
| HA 235  | Nienburger Bruch                                                         | Landkreis Nienburg/Weser | 112,0       |
| HA 236  | Hämeler Wald und Sohrwiesen                                              | Region Hannover | 1032,0      |
| HA 237  | Quellwald bei Bennemühlen                                                | Region Hannover | 33,0        |
| HA 238  | Laubwälder südlich Seelze                                                | Region Hannover | 494,0       |
| HA 239  | Leineaue zwischen Hannover und Ruthe                                     | Region Hannover, Landkreis Hildesheim | 968,0       |
| HA 240  | Linderter und Stamstorfer Holz                                           | Region Hannover | 106,0       |
| HA 241  | Trockenlebensräume – Sieben Berge, Vorberge                              | Landkreis Hildesheim | 153,0       |
| HA 242  | Ehemaliger Standortübungsplatz Pötzen                                    | Landkreis Hameln-Pyrmont | 26,69       |
| HA 243  | Hallerbruch                                                              | Region Hannover | 128,0       |
| HA 244  | Höhlengebiet im Kleinen Deister                                          | Region Hannover | 109,0       |
| HA 245  | Köllnischfeld                                                            | Region Hannover | 755,4       |
| HA 246  | Osterberg                                                                | Landkreis Hildesheim | 51,65       |
| HA 248  | Hachetal und Freidorfer Hachetal                                         | Landkreis Diepholz | 261,8       |
| HA 249  | Nördliches und Mittleres Wietingsmoor, Freistätter Moor und Sprekelsmeer | Landkreis Diepholz | 2789,0      |
| HA 251  | Dümmer, Hohe Sieben und Ochsenmoor                                       | Landkreis Diepholz | 1822,0      |
| HA 252  | Großes Renzeler Moor                                                     | Landkreis Diepholz | 472,0       |
| HA 253  | Basser Holz und Werder                                                   | Region Hannover | 74,0        |
| HA 256  | Giesener Wald                                                            | Stadt und Landkreis Hildesheim | 142,0       |
| HA 257  | Amphibienbiotope Doberg und Weenzer Bruch                                | Landkreis Hildesheim | 132,0       |
| HA 258  | Hohe Heide                                                               | Region Hannover | 121,0       |

## Naturschutzgebiete im ehemaligen Bezirk Lüneburg
| NSG Nr. | Name des Naturschutzgebietes                                                                              | Landkreis / Kreisfreie Stadt | Fläche (ha) |
| ------- | --- | --- | ----------- |
| LÜ 002  | Lüneburger Heide                                                                                          | Landkreis Harburg 10.214,9 ha, Landkreis Heidekreis 13.222 ha                                                                                                 | 23436,9,0   |
| LÜ 005  | Lönsgrab                                                                                                  | Landkreis Heidekreis | 14,0        |
| LÜ 006  | Die Lucie                                                                                                 | Landkreis Lüchow-Dannenberg | 1711,6,0    |
| LÜ 007  | Dünengebiet bei Neumühlen                                                                                 | Landkreis Verden | 15,6,0      |
| LÜ 008  | Zwergbirkenmoor bei Schafwedel                                                                            | Landkreis Uelzen | 2,7,0       |
| LÜ 009  | Kalkberg                                                                                                  | Landkreis Lüneburg | 7,6,0       |
| LÜ 010  | Brunsberg (ehemaliges Naturschutzgebiet, aufgegangen im Naturschutzgebiet Heiden und Wälder am Brunsberg) | Landkreis Harburg | 60,6,0      |
| LÜ 010  | Heiden und Wälder am Brunsberg                                                                            | Landkreis Harburg | 131,0       |
| LÜ 011  | Silbersee und Laaschmoor                                                                                  | Landkreis Cuxhaven | 32,7,0      |
| LÜ 012  | Wollingster See                                                                                           | Landkreis Cuxhaven (ehemaliges Naturschutzgebiet, aufgegangen im Naturschutzgebiet Wollingster See und Randmoore)                                             | 9,0         |
| LÜ 012  | Wollingster See und Randmoore                                                                             | Landkreis Cuxhaven | 117,0       |
| LÜ 013  | Hohes Moor                                                                                                | Landkreis Stade 500 ha, Landkreis Rotenburg (Wümme) 140 ha | 640,0       |
| LÜ 014  | Hügelgräberheide bei Langeloh                                                                             | Landkreis Heidekreis | 27,5,0      |
| LÜ 015  | Hügelgräber-Heide bei Kirchlinteln                                                                        | Landkreis Verden | 9,0         |
| LÜ 016  | Salzfloragebiet bei Schreyahn                                                                             | Landkreis Lüchow-Dannenberg (ehemaliges Naturschutzgebiet, aufgegangen im Naturschutzgebiet Mittlere Dumme und Püggener Moor)                                 | 25,0        |
| LÜ 017  | Lichtenmoor                                                                                               | Landkreis Heidekreis | 236,0       |
| LÜ 018  | Oberes Fintautal                                                                                          | Landkreis Heidekreis 346,3 ha, Landkreis Rotenburg (Wümme) 69,7 ha                                                                                            | 416,0       |
| LÜ 019  | Voßberge                                                                                                  | Landkreis Rotenburg (Wümme) (ehemaliges Naturschutzgebiet, aufgegangen im Naturschutzgebiet Wümmeniederung mit Rodau, Wiedau und Trochelbach)                 | 47,8,0      |
| LÜ 020  | Streitmoor                                                                                                | Landkreis Lüneburg | 13,0        |
| LÜ 021  | Böhmetal bei Huckenrieth                                                                                  | Landkreis Heidekreis | 96,0        |
| LÜ 022  | Stechginsterheide in Nordholz                                                                             | Landkreis Cuxhaven | 2,6,0       |
| LÜ 023  | Blender See                                                                                               | Landkreis Verden | 6,3,0       |
| LÜ 024  | Fehlingsbleck                                                                                             | Landkreis Lüneburg | 20,8,0      |
| LÜ 025  | Bültenmoor                                                                                                | Landkreis Lüneburg | 45,0        |
| LÜ 026  | Breites Moor                                                                                              | Landkreis Celle 96,8 ha, Stadt Celle 25,2 | 122,0       |
| LÜ 027  | Bullensee                                                                                                 | Landkreis Rotenburg (Wümme) (ehemaliges Naturschutzgebiet, aufgegangen im Naturschutzgebiet Bullensee und Hemelsmoor)                                         | 32,0        |
| LÜ 028  | Schwarzes Moor bei Gavendorf                                                                              | Landkreis Uelzen | 12,0        |
| LÜ 032  | Großes Moor und Aueniederung bei Wistedt                                                                  | Landkreis Harburg | 211,0       |
| LÜ 034  | Wettenbosteler Moor                                                                                       | Landkreis Uelzen | 12,8,0      |
| LÜ 035  | Ehbläcksmoor                                                                                              | Landkreis Heidekreis (ehemaliges Naturschutzgebiet, aufgegangen im Naturschutzgebiet Lüneburger Heide)                                                        | 39,7,0      |
| LÜ 036  | Vogelfreistätte Jastorfer See                                                                             | Landkreis Uelzen | 16,5,0      |
| LÜ 038  | Rauhes Moor                                                                                               | Landkreis Harburg | 7,0         |
| LÜ 039  | Birkensee                                                                                                 | Landkreis Heidekreis | 37,5,0      |
| LÜ 040  | Seemoor                                                                                                   | Landkreis Heidekreis (ehemaliges Naturschutzgebiet, aufgegangen im Naturschutzgebiet Seemoor und Schwarzes Moor bei Zahrensen)                                | 15,0        |
| LÜ 041  | Finteler Wacholderlandschaft                                                                              | Landkreis Rotenburg (Wümme) | 3,6,0       |
| LÜ 042  | Stemmbruch                                                                                                | Landkreis Harburg | 56,0        |
| LÜ 044  | Heidemoor bei Ottermoor                                                                                   | Landkreis Harburg | 21,0        |
| LÜ 045  | Söhlbruch                                                                                                 | Landkreis Heidekreis | 8,0         |
| LÜ 046  | Dahlemer See                                                                                              | Landkreis Cuxhaven (ehemaliges Naturschutzgebiet, aufgegangen im Naturschutzgebiet Ahlen-Falkenberger Moor, Halemer/Dahlemer See)                             | 425,0       |
| LÜ 047  | Ekelmoor                                                                                                  | Landkreis Rotenburg (Wümme) | 607,0       |
| LÜ 048  | Allwördener Außendeich und Brammersand                                                                    | Landkreis Stade (ehemaliges Naturschutzgebiet, aufgegangen im Naturschutzgebiet Elbe und Inseln)                                                              | 650,0       |
| LÜ 049  | Neßsand                                                                                                   | Landkreis Stade (ehemaliges Naturschutzgebiet, aufgegangen im Naturschutzgebiet Elbe und Inseln)                                                              | 145,0       |
| LÜ 050  | Bülter See und Randmoore                                                                                  | Landkreis Cuxhaven | 368,0       |
| LÜ 053  | Breites Wasser                                                                                            | Landkreis Osterholz (ehemaliges Naturschutzgebiet, aufgegangen im Naturschutzgebiet Hammeniederung)                                                           | 203,0       |
| LÜ 054  | Swatte Flag                                                                                               | Landkreis Rotenburg (Wümme) | 16,4,0      |
| LÜ 055  | Vogelschutzgebiet Hullen                                                                                  | Landkreis Stade 104 ha, NLWKN 385 ha (ehemaliges Naturschutzgebiet, aufgegangen im Naturschutzgebiet Elbe und Inseln)                                         | 489,0       |
| LÜ 056  | Plackenmoor                                                                                               | Landkreis Cuxhaven (ehemaliges Naturschutzgebiet, aufgegangen im Naturschutzgebiet Hahnenknooper Moore)                                                       | 74,0        |
| LÜ 057  | Balksee und Randmoore                                                                                     | Landkreis Cuxhaven (ehemaliges Naturschutzgebiet, aufgegangen im Naturschutzgebiet Balksee und Randmoore/Basmoor und Nordahner Holz)                          | 472,0       |
| LÜ 058  | Auequelle                                                                                                 | Landkreis Verden 4,5 ha, Landkreis Rotenburg (Wümme) 0,5 ha                                                                                                   | 5,0         |
| LÜ 059  | Außendeich Nordkehdingen I                                                                                | Landkreis Stade (ehemaliges Naturschutzgebiet, aufgegangen im Naturschutzgebiet Elbe und Inseln)                                                              | 900,0       |
| LÜ 060  | Ostemündung                                                                                               | Landkreis Cuxhaven 85 ha, Landkreis Stade 13 ha, NLWKN 62 ha (ehemaliges Naturschutzgebiet, aufgegangen im Naturschutzgebiet Hadelner und Belumer Außendeich) | 160,0       |
| LÜ 061  | Großes und Weißes Moor                                                                                    | Landkreis Rotenburg (Wümme) | 440,0       |
| LÜ 062  | Magerweide südöstlich Volkensen                                                                           | Landkreis Rotenburg (Wümme) | 12,7,0      |
| LÜ 063  | Fährhof                                                                                                   | Landkreis Rotenburg (Wümme) (ehemaliges Naturschutzgebiet, aufgegangen im Naturschutzgebiet Wümmeniederung mit Rodau, Wiedau und Trochelbach)                 | 12,7,0      |
| LÜ 065  | Quellental                                                                                                | Landkreis Cuxhaven | 1,2,0       |
| LÜ 066  | Wolfsgrund                                                                                                | Landkreis Rotenburg (Wümme) | 45,8,0      |
| LÜ 067  | Forst Altkehdingen                                                                                        | Landkreis Cuxhaven (ehemaliges Naturschutzgebiet, gelöscht)                                                                                                   | 19,0        |
| LÜ 068  | Neuenlander Außendeich                                                                                    | Landkreis Cuxhaven (ehemaliges Naturschutzgebiet, aufgegangen im Naturschutzgebiet Tideweser)                                                                 | 23,8,0      |
| LÜ 069  | Halemer See                                                                                               | Landkreis Cuxhaven (ehemaliges Naturschutzgebiet, aufgegangen im Naturschutzgebiet Ahlen-Falkenberger Moor, Halemer/Dahlemer See)                             | 199,0       |
| LÜ 070  | Springmoor                                                                                                | Landkreis Osterholz (ehemaliges Naturschutzgebiet, aufgegangen im Naturschutzgebiet Heilsmoor und Springmoor)                                                 | 106,7,0     |
| LÜ 072  | Ahlen-Falkenberger Moor                                                                                   | Landkreis Cuxhaven (ehemaliges Naturschutzgebiet, aufgegangen im Naturschutzgebiet Ahlen-Falkenberger Moor, Halemer/Dahlemer See)                             | 1298,0      |
| LÜ 072  | Ahlen-Falkenberger Moor, Halemer/Dahlemer See                                                             | Landkreis Cuxhaven | 2240,0      |
| LÜ 073  | Im Gliesch                                                                                                | Landkreis Cuxhaven (ehemaliges Naturschutzgebiet, aufgegangen im Naturschutzgebiet Geesteniederung)                                                           | 8,1,0       |
| LÜ 074  | Schilf- und Wasserfläche Krautsand/Ostende                                                                | Landkreis Stade | 8,7,0       |
| LÜ 075  | Südliches Hagener Königsmoor                                                                              | Landkreis Cuxhaven | 85,0        |
| LÜ 076  | Ringstedter See                                                                                           | Landkreis Cuxhaven | 32,0        |
| LÜ 077  | Heilsmoor                                                                                                 | Landkreis Osterholz (ehemaliges Naturschutzgebiet, aufgegangen im Naturschutzgebiet Heilsmoor und Springmoor)                                                 | 148,5,0     |
| LÜ 078  | Torfkanal und Randmoore                                                                                   | Landkreis Osterholz (ehemaliges Naturschutzgebiet, aufgegangen im Naturschutzgebiet Teufelsmoor)                                                              | 196,6,0     |
| LÜ 079  | Willes Heide                                                                                              | Landkreis Stade (ehemaliges Naturschutzgebiet, aufgegangen im Naturschutzgebiet Kehdinger Moore)                                                              | 11,3,0      |
| LÜ 080  | Moor bei Osterwede                                                                                        | Landkreis Heidekreis | 51,0        |
| LÜ 081  | Ostesee                                                                                                   | Landkreis Stade 8,3 ha, Landkreis Cuxhaven 6,7 ha | 15,0        |
| LÜ 082  | Außendeich Nordkehdingen II                                                                               | Landkreis Stade (ehemaliges Naturschutzgebiet, aufgegangen im Naturschutzgebiet Elbe und Inseln)                                                              | 780,0       |
| LÜ 083  | Aßbütteler Moor                                                                                           | Landkreis Cuxhaven 176,5 ha, Stadt Cuxhaven 6,5 ha | 183,0       |
| LÜ 084  | Glindbusch                                                                                                | Landkreis Rotenburg (Wümme) | 92,0        |
| LÜ 085  | Sandentnahme Hammah                                                                                       | Landkreis Stade | 29,0        |
| LÜ 086  | Eichenkrattwälder bei Berensch                                                                            | Stadt Cuxhaven | 23,5,0      |
| LÜ 087  | Herrschaftliches Moor                                                                                     | Stadt Cuxhaven | 40,0        |
| LÜ 089  | Im Hausbeeken                                                                                             | Landkreis Cuxhaven | 24,0        |
| LÜ 090  | Dorumer Moor                                                                                              | Landkreis Cuxhaven | 226,0       |
| LÜ 091  | Tunschlikers Moor/Auf der Rhede                                                                           | Landkreis Cuxhaven (ehemaliges Naturschutzgebiet, aufgegangen im Naturschutzgebiet Balksee und Randmoore/Basmoor und Nordahner Holz)                          | 82,0        |
| LÜ 092  | Westliche Hälfte des Langen Moores                                                                        | Landkreis Osterholz | 11,0        |
| LÜ 093  | Königsmoor bei Schwegen                                                                                   | Landkreis Cuxhaven (ehemaliges Naturschutzgebiet, aufgegangen im Naturschutzgebiet Hahnenknooper Moore)                                                       | 230,0       |
| LÜ 094  | Borner Moor                                                                                               | Landkreis Cuxhaven | 92,0        |
| LÜ 095  | Frehmbeck                                                                                                 | Landkreis Celle | 12,0        |
| LÜ 096  | Moor bei Revenahe                                                                                         | Landkreis Stade | 32,0        |
| LÜ 097  | Kauers Wittmoor                                                                                           | Landkreis Harburg | 34,0        |
| LÜ 098  | Meißendorfer Teiche / Bannetzer Moor                                                                      | Landkreis Celle | 815,0       |
| LÜ 099  | Heide und Moor bei Haslah                                                                                 | Landkreis Osterholz 10 ha, Landkreis Cuxhaven 5 ha | 15,0        |
| LÜ 100  | Hadelner und Belumer Außendeich                                                                           | Landkreis Cuxhaven | 1283,0      |
| LÜ 101  | Wildes Moor bei Stinstedt                                                                                 | Landkreis Cuxhaven | 57,0        |
| LÜ 102  | Goosemoor                                                                                                 | Landkreis Celle | 44,0        |
| LÜ 103  | Stoteler Moor                                                                                             | Landkreis Cuxhaven (ehemaliges Naturschutzgebiet, aufgegangen im Naturschutzgebiet Hahnenknooper Moore)                                                       | 192,0       |
| LÜ 105  | Schneckenstiege                                                                                           | Landkreis Rotenburg (Wümme) | 140,0       |
| LÜ 106  | Sellstedter See und Ochsentriftmoor                                                                       | Landkreis Cuxhaven (ehemaliges Naturschutzgebiet, aufgegangen im Naturschutzgebiet Sellstedter See und Ochsentriftmoor/Wildes Moor)                           | 520,0       |
| LÜ 106  | Sellstedter See und Ochsentriftmoor/Wildes Moor                                                           | Landkreis Cuxhaven | 754,0       |
| LÜ 107  | Hörner Moor und Nordostufer Bederkesaer See                                                               | Landkreis Cuxhaven (ehemaliges Naturschutzgebiet, aufgegangen im Naturschutzgebiet Holzurburg am Bederkesaer See)                                             | 105,0       |
| LÜ 108  | Hemelsmoor                                                                                                | Landkreis Rotenburg (Wümme) (ehemaliges Naturschutzgebiet, aufgegangen im Naturschutzgebiet Bullensee und Hemelsmoor)                                         | 270,0       |
| LÜ 109  | Wiesen- und Weidenflächen an der Oste                                                                     | Landkreis Stade | 121,0       |
| LÜ 110  | Rechter Nebenarm der Weser                                                                                | Landkreis Osterholz 300 ha, Landkreis Cuxhaven 212 ha (ehemaliges Naturschutzgebiet, aufgegangen im Naturschutzgebiet Tideweser)                              | 512,0       |
| LÜ 111  | Breeser Grund                                                                                             | Landkreis Lüchow-Dannenberg (ehemaliges Naturschutzgebiet, aufgegangen im Naturschutzgebiet Eichen- und Buchenwälder in der Göhrde)                           | 187,0       |
| LÜ 112  | Schweinsgrund am Tannen und Lissauer Berge                                                                | Landkreis Lüchow-Dannenberg (ehemaliges Naturschutzgebiet, 2021 gelöscht)                                                                                     | 88,0        |
| LÜ 113  | Kellerberg                                                                                                | Landkreis Lüchow-Dannenberg (ehemaliges Naturschutzgebiet, aufgegangen im Naturschutzgebiet Eichen- und Buchenwälder in der Göhrde)                           | 80,0        |
| LÜ 114  | Langes Moor                                                                                               | Landkreis Cuxhaven | 910,0       |
| LÜ 116  | Borsteler Binnenelbe und Großes Brack                                                                     | Landkreis Stade (ehemaliges Naturschutzgebiet, aufgegangen im Naturschutzgebiet Elbe und Inseln)                                                              | 68,0        |
| LÜ 117  | Wildvogelreservat Nordkehdingen                                                                           | Landkreis Stade | 540,0       |
| LÜ 118  | Bargsmoor                                                                                                 | Landkreis Cuxhaven | 140,0       |
| LÜ 119  | Hohensteinsforst                                                                                          | Landkreis Cuxhaven | 49,0        |
| LÜ 120  | Klinten                                                                                                   | Landkreis Cuxhaven | 4,0         |
| LÜ 121  | Windbrackenholz                                                                                           | Landkreis Cuxhaven | 34,0        |
| LÜ 122  | Fleckenshölzer                                                                                            | Landkreis Cuxhaven | 40,0        |
| LÜ 123  | Ahlershorst                                                                                               | Landkreis Cuxhaven | 15,0        |
| LÜ 124  | Hinter der Träncke im Flögelner Holz                                                                      | Landkreis Cuxhaven | 8,0         |
| LÜ 125  | Huuss im Flögelner Holz                                                                                   | Landkreis Cuxhaven | 15,0        |
| LÜ 126  | Schwarztonnensand                                                                                         | Landkreis Stade (ehemaliges Naturschutzgebiet, aufgegangen im Naturschutzgebiet Elbe und Inseln)                                                              | 582,0       |
| LÜ 127  | Laßbrook                                                                                                  | Landkreis Harburg | 16,0        |
| LÜ 128  | Wittsaal                                                                                                  | Landkreis Lüneburg | 13,0        |
| LÜ 129  | Pennigbütteler Moor                                                                                       | Landkreis Osterholz (ehemaliges Naturschutzgebiet, aufgegangen im Naturschutzgebiet Hammeniederung)                                                           | 185,0       |
| LÜ 130  | Kuhlstückenmoor                                                                                           | Landkreis Stade | 16,0        |
| LÜ 131  | Oederquarter Moor                                                                                         | Landkreis Stade 73 ha, Landkreis Cuxhaven 12 ha | 85,0        |
| LÜ 132  | Moor bei Niedersandhausen                                                                                 | Landkreis Osterholz (ehemaliges Naturschutzgebiet, aufgegangen im Naturschutzgebiet Teufelsmoor)                                                              | 254,0       |
| LÜ 133  | Waller Moor                                                                                               | Landkreis Verden | 25,0        |
| LÜ 134  | Großes Moor bei Becklingen                                                                                | Landkreis Celle 666 ha, Landkreis Heidekreis 184 ha | 850,0       |
| LÜ 135  | Wehdenbruch                                                                                               | Landkreis Cuxhaven (ehemaliges Naturschutzgebiet, aufgegangen im Naturschutzgebiet Holzurburg am Bederkesaer See)                                             | 57,0        |
| LÜ 136  | Heidhofer Teiche                                                                                          | Landkreis Osterholz (ehemaliges Naturschutzgebiet, aufgegangen im Naturschutzgebiet Garlstedter Heide- und Moorlandschaft mit Heidhofer Teichen)              | 21,0        |
| LÜ 136  | Garlstedter Heide- und Moorlandschaft mit Heidhofer Teichen                                               | Landkreis Osterholz | 310,0       |
| LÜ 137  | Östliche Malse                                                                                            | Landkreis Cuxhaven | 51,0        |
| LÜ 138  | Müsse | Landkreis Celle | 154,0       |
| LÜ 139  | Bohlenbruch                                                                                               | Landkreis Celle | 173,0       |
| LÜ 140  | Brand | Landkreis Celle | 471,5,0     |
| LÜ 141  | Springmoor bei Hollenstedt                                                                                | Landkreis Harburg | 22,0        |
| LÜ 143  | Droher Holz                                                                                               | Landkreis Uelzen | 18,0        |
| LÜ 144  | Ohlen Kuhlen                                                                                              | Landkreis Harburg | 3,7,0       |
| LÜ 145  | Wanhödener Moor                                                                                           | Landkreis Cuxhaven | 39,0        |
| LÜ 146  | Obere Wümmeniederung                                                                                      | Landkreis Harburg 1225 ha, Landkreis Heidekreis 190 ha | 1415,0      |
| LÜ 147  | Schwarzes Moor bei Bülstedt                                                                               | Landkreis Rotenburg (Wümme) | 22,0        |
| LÜ 148  | Altes Moor                                                                                                | Landkreis Harburg (ehemaliges Naturschutzgebiet, aufgegangen im Naturschutzgebiet Seeve)                                                                      | 28,0        |
| LÜ 149  | Almstorfer Moor                                                                                           | Landkreis Uelzen | 12,0        |
| LÜ 150  | Hoppenriethe                                                                                              | Landkreis Celle | 21,0        |
| LÜ 151  | Bahlburger Bruch                                                                                          | Landkreis Harburg | 42,0        |
| LÜ 152  | Mietenmoor                                                                                                | Landkreis Cuxhaven | 119,0       |
| LÜ 153  | Wiesen und Weiden nordöstlich des Breiten Wassers                                                         | Landkreis Osterholz (ehemaliges Naturschutzgebiet, aufgegangen im Naturschutzgebiet Hammeniederung)                                                           | 153,0       |
| LÜ 154  | Arendorfer Moor                                                                                           | Landkreis Uelzen | 81,0        |
| LÜ 155  | Allerniederung bei Klein Häuslingen                                                                       | Landkreis Heidekreis | 138,0       |
| LÜ 156  | Im Tadel                                                                                                  | Landkreis Stade | 51,5,0      |
| LÜ 157  | Fleinsee/Altluneberger See                                                                                | Landkreis Cuxhaven (ehemaliges Naturschutzgebiet, aufgegangen im Naturschutzgebiet Geesteniederung)                                                           | 150,0       |
| LÜ 158  | Bennerstedt                                                                                               | Landkreis Lüneburg | 152,0       |
| LÜ 160  | Wasserkruger Moor                                                                                         | Landkreis Stade (ehemaliges Naturschutzgebiet, aufgegangen im Naturschutzgebiet Kehdinger Moore)                                                              | 38,4,0      |
| LÜ 161  | Obere Ihleniederung                                                                                       | Landkreis Osterholz | 15,0        |
| LÜ 162  | Moor bei Gerdehaus                                                                                        | Landkreis Celle (ehemaliges Naturschutzgebiet, aufgegangen im Naturschutzgebiet Heiden und Magerrasen in der Südheide)                                        | 10,0        |
| LÜ 163  | Großes Everstorfer Moor                                                                                   | Landkreis Harburg, Landkreis Rotenburg (Wümme) | 461,0       |
| LÜ 164  | Untere Wümme                                                                                              | Landkreis Osterholz | 198,0       |
| LÜ 165  | Hangquellmoor bei Weihe                                                                                   | Landkreis Harburg (ehemaliges Naturschutzgebiet, aufgegangen im Naturschutzgebiet Seeve)                                                                      | 5,3,0       |
| LÜ 166  | Brambosteler Moor                                                                                         | Landkreis Uelzen, Landkreis Heidekreis | 153,0       |
| LÜ 167  | Mühlenbachsee                                                                                             | Landkreis Rotenburg (Wümme) | 12,0        |
| LÜ 168  | Maujahn                                                                                                   | Landkreis Lüchow-Dannenberg | 37,0        |
| LÜ 169  | Asselersand                                                                                               | Landkreis Stade | 623,0       |
| LÜ 170  | Bornriethmoor                                                                                             | Landkreis Celle | 115,0       |
| LÜ 171  | Moor in der Schotenheide                                                                                  | Landkreis Heidekreis | 37,0        |
| LÜ 172  | Schweimker Moor und Lüderbruch                                                                            | Landkreis Uelzen | 516,0       |
| LÜ 173  | Blütlinger Holz                                                                                           | Landkreis Lüchow-Dannenberg | 308,0       |
| LÜ 174  | Dümpel an der Landwehr                                                                                    | Landkreis Lüneburg | 20,0        |
| LÜ 175  | Braken und Harselah                                                                                       | Landkreis Stade | 583,0       |
| LÜ 176  | Verdener Moor                                                                                             | Landkreis Verden | 91,0        |
| LÜ 177  | Hochmoore bei Wieckenberg                                                                                 | Landkreis Celle | 60,0        |
| LÜ 178  | Blankes Flath bei Jeversen                                                                                | Landkreis Celle | 10,0        |
| LÜ 179  | Truper Blänken                                                                                            | Landkreis Osterholz | 214,0       |
| LÜ 180  | Schwarzer Berg bei Krummasel                                                                              | Landkreis Lüchow-Dannenberg | 3,0         |
| LÜ 181  | Hamme-Altarm                                                                                              | Landkreis Osterholz (ehemaliges Naturschutzgebiet, aufgegangen im Naturschutzgebiet Hammeniederung)                                                           | 4,1,0       |
| LÜ 182  | Vehmsmoor                                                                                                 | Landkreis Heidekreis | 255,0       |
| LÜ 184  | Hemslinger Moor                                                                                           | Landkreis Rotenburg (Wümme) | 320,0       |
| LÜ 185  | Grundloses Moor                                                                                           | Landkreis Heidekreis | 295,0       |
| LÜ 187  | Schierbruch und Forellenbachtal                                                                           | Landkreis Uelzen 236,7 ha, Landkreis Lüneburg 13,3 ha | 250,0       |
| LÜ 188  | Heerweger Moor und Quellbereiche der …                                                                    | Landkreis Osterholz | 80,0        |
| LÜ 189  | Feerner Moor                                                                                              | Landkreis Stade | 184,0       |
| LÜ 190  | Kiehnmoor                                                                                                 | Landkreis Uelzen 340 ha, Landkreis Celle 100 ha | 440,0       |
| LÜ 191  | Lüchower Landgrabenniederung                                                                              | Landkreis Lüchow-Dannenberg | 530,0       |
| LÜ 193  | Hinter dem Wieh Brock                                                                                     | Landkreis Rotenburg (Wümme) | 22,0        |
| LÜ 207  | Tal der Kleinen Örtze                                                                                     | Landkreis Heidekreis | 330,0       |
| LÜ 208  | Untere Seeveniederung                                                                                     | Landkreis Harburg (ehemaliges Naturschutzgebiet, aufgegangen im Naturschutzgebiet Untere Seeveniederung und Over Plack)                                       | 494,0       |
| LÜ 208  | Untere Seeveniederung und Over Plack                                                                      | Landkreis Harburg | 567,0       |
| LÜ 209  | Allerdreckwiesen                                                                                          | Landkreis Celle | 568,0       |
| LÜ 210  | Maschbruch                                                                                                | Landkreis Uelzen | 240,0       |
| LÜ 211  | Sandtrockenrasen Achim                                                                                    | Landkreis Verden | 56,0        |
| LÜ 212  | Heideflächen mittleres Lüßplateau                                                                         | Landkreis Celle (ehemaliges Naturschutzgebiet, größtenteils aufgegangen im Naturschutzgebiet 334 Heiden und Magerrasen in der Südheide)                       | 11,0        |
| LÜ 214  | Schweinebruch                                                                                             | Stadt Celle 537,5 ha, Landkreis Celle 72,5 ha | 610,0       |
| LÜ 215  | Frankenmoor                                                                                               | Landkreis Stade | 102,0       |
| LÜ 216  | Aueniederung und Nebentäler                                                                               | Landkreis Stade | 685,0       |
| LÜ 217  | Ottersberger Moor                                                                                         | Landkreis Verden | 94,0        |
| LÜ 218  | Hühnermoor                                                                                                | Landkreis Verden | 145,0       |
| LÜ 243  | Bansee | Landkreis Heidekreis | 18,0        |
| LÜ 244  | Rethmoorsee                                                                                               | Landkreis Harburg | 90,0        |
| LÜ 245  | Wietzendorfer Moor                                                                                        | Landkreis Heidekreis | 210,0       |
| LÜ 246  | Wittenmoor                                                                                                | Landkreis Heidekreis | 28,0        |
| LÜ 247  | Huvenhoopsmoor                                                                                            | Landkreis Rotenburg (Wümme) | 1373,0      |
| LÜ 248  | Weesener Bach                                                                                             | Landkreis Celle | 348,0       |
| LÜ 249  | Nordahner Holz                                                                                            | Landkreis Cuxhaven (ehemaliges Naturschutzgebiet, aufgegangen im Naturschutzgebiet Balksee und Randmoore/Basmoor und Nordahner Holz)                          | 50,0        |
| LÜ 250  | Schwarzes Moor bei Dannhorn                                                                               | Landkreis Heidekreis | 40,0        |
| LÜ 251  | Hohes Holz                                                                                                | Landkreis Harburg 6,5 ha, Landkreis Lüneburg 245,5 ha (ehemaliges Naturschutzgebiet, aufgegangen im Naturschutzgebiet Hohes Holz mit Ketzheide und Gewässern) | 252,0       |
| LÜ 252  | Tister Bauernmoor                                                                                         | Landkreis Rotenburg (Wümme) | 570,0       |
| LÜ 253  | Ottinger Ochsenmoor                                                                                       | Landkreis Rotenburg (Wümme) 172,2 ha, Landkreis Heidekreis 102,8                                                                                              | 275,0       |
| LÜ 254  | Gain | Landkreis Lüchow-Dannenberg | 215,0       |
| LÜ 255  | Luckauer Holz                                                                                             | Landkreis Lüchow-Dannenberg | 124,0       |
| LÜ 256  | Planken und Schletauer Post                                                                               | Landkreis Lüchow-Dannenberg | 535,0       |
| LÜ 257  | Wälder am Jagdschloss Göhrde                                                                              | Landkreis Lüchow-Dannenberg (ehemaliges Naturschutzgebiet, aufgegangen im Naturschutzgebiet Eichen- und Buchenwälder in der Göhrde)                           | 170,0       |
| LÜ 258  | Buchenwälder im Rosengarten                                                                               | Landkreis Harburg | 285,0       |
| LÜ 259  | Quelltäler der Wienbeck                                                                                   | Landkreis Osterholz | 95,0        |
| LÜ 260  | Allerschleifen zwischen Wohlendorf und Hülsen                                                             | Landkreis Heidekreis | 126,0       |
| LÜ 261  | Steinbeck                                                                                                 | Landkreis Stade | 116,0       |
| LÜ 262  | Deinster Mühlenbach                                                                                       | Landkreis Stade | 153,0       |
| LÜ 263  | Fredenbecker Mühlenbach                                                                                   | Landkreis Stade | 118,0       |
| LÜ 264  | Schnook, Außendeichsflächen bei Geversdorf                                                                | Landkreis Cuxhaven 263 ha, Landkreis Stade 2 ha (ehemaliges Naturschutzgebiet, aufgegangen im Naturschutzgebiet Untere Oste)                                  | 265,0       |
| LÜ 265  | Dieksbeck                                                                                                 | Landkreis Uelzen 125,6 ha, Landkreis Lüneburg 48,4 ha | 174,0       |
| LÜ 266  | Der Lohn                                                                                                  | Landkreis Uelzen | 254,0       |
| LÜ 267  | Cuxhavener Küstenheiden                                                                                   | Stadt Cuxhaven | 892,0       |
| LÜ 268  | Vierenbach                                                                                                | Landkreis Uelzen | 230,0       |
| LÜ 269  | Hornbosteler Hutweide                                                                                     | Landkreis Celle | 176,0       |
| LÜ 270  | Fischerhuder Wümmeniederung                                                                               | Landkreis Verden | 772,0       |
| LÜ 271  | Moore bei Buxtehude                                                                                       | Landkreis Stade 886 ha, Landkreis Harburg 431 ha | 1317,0      |
| LÜ 272  | Im Sieken und Bruch                                                                                       | Landkreis Uelzen | 190,0       |
| LÜ 273  | Beverner Wald                                                                                             | Landkreis Rotenburg (Wümme) | 121,0       |
| LÜ 274  | Obere Dummeniederung                                                                                      | Landkreis Lüchow-Dannenberg | 650,0       |
| LÜ 275  | Holzurburg am Bederkesaer See                                                                             | Landkreis Cuxhaven | 625,0       |
| LÜ 276  | Obere Allerniederung bei Celle                                                                            | Stadt Celle | 239,0       |
| LÜ 277  | Lutter | Landkreis Celle 1937,6 ha, Landkreis Gifhorn 497,7 ha | 2435,0      |
| LÜ 278  | Röbbelbach                                                                                                | Landkreis Uelzen | 142,0       |
| LÜ 279  | Holdenstedter Teiche                                                                                      | Landkreis Uelzen | 57,0        |
| LÜ 280  | Barnstedt-Melbecker Bach                                                                                  | Landkreis Lüneburg 307 ha, Landkreis Uelzen 3 ha | 310,0       |
| LÜ 281  | Hasenburger Bachtal                                                                                       | Landkreis Lüneburg | 530,0       |
| LÜ 282  | Lüneburger Ilmenauniederung mit Tiergarten                                                                | Landkreis Lüneburg 364 ha, Landkreis Uelzen 25 ha | 389,0       |
| LÜ 283  | Schnegaer Mühlenbachtal                                                                                   | Landkreis Lüchow-Dannenberg | 480,0       |
| LÜ 284  | Mönchsbruch                                                                                               | Landkreis Uelzen | 398,0       |
| LÜ 285  | Bornbachtal                                                                                               | Landkreis Uelzen | 283,0       |
| LÜ 286  | Hahnöfersand                                                                                              | Landkreis Stade (ehemaliges Naturschutzgebiet, aufgegangen im Naturschutzgebiet Elbe und Inseln)                                                              | 105,0       |
| LÜ 287  | Lachte | Landkreis Celle 364 ha, Stadt Celle 125 ha | 489,0       |
| LÜ 289  | Westliches Borchelsmoor                                                                                   | Landkreis Rotenburg (Wümme) | 125,0       |
| LÜ 290  | Balksee und Randmoore/Basmoor und Nordahner Holz                                                          | Landkreis Cuxhaven | 1558,0      |
| LÜ 291  | Seemoor und Schwarzes Moor bei Zahrensen                                                                  | Landkreis Heidekreis | 157,1       |
| LÜ 292  | Kuhlmoor und Tiefenmoor                                                                                   | Landkreis Cuxhaven | 46,0        |
| LÜ 293  | Westerberg und oberes Hackemühlener Bachtal                                                               | Landkreis Cuxhaven | 218,0       |
| LÜ 294  | Hohes Moor Randbereiche                                                                                   | Landkreis Stade | 222,0       |
| LÜ 295  | Wiestetal                                                                                                 | Landkreis Rotenburg (Wümme) 364 ha, Landkreis Verden 18 ha | 382,0       |
| LÜ 296  | Lührsbockeler Moor                                                                                        | Landkreis Heidekreis | 187,0       |
| LÜ 297  | Geesteniederung                                                                                           | Landkreis Cuxhaven | 505,0       |
| LÜ 298  | Riensheide mit Stichter See und Sägenmoor                                                                 | Landkreis Heidekreis | 251,5       |
| LÜ 299  | Veerseniederung                                                                                           | Landkreis Rotenburg (Wümme) | 442,0       |
| LÜ 300  | Ilmenau-Luhe-Niederung                                                                                    | Landkreis Harburg | 434,0       |
| LÜ 301  | Haaßeler Bruch                                                                                            | Landkreis Rotenburg (Wümme) | 128,0       |
| LÜ 302  | Kinderberg und Stellbachniederung                                                                         | Landkreis Rotenburg (Wümme) | 261,0       |
| LÜ 303  | Untere Allerniederung bei Boye                                                                            | Landkreis Celle | 168,0       |
| LÜ 304  | Borstgrasrasen bei Badenstedt                                                                             | Landkreis Rotenburg (Wümme) | 7,0         |
| LÜ 305  | Extensivweiden nördlich Langen                                                                            | Landkreis Cuxhaven | 5,13        |
| LÜ 306  | Untere Allerniederung im Landkreis Verden                                                                 | Landkreis Verden | 1064,0      |
| LÜ 307  | Beverniederung                                                                                            | Landkreis Rotenburg (Wümme) | 651,0       |
| LÜ 308  | Schwingetal                                                                                               | Landkreis Rotenburg (Wümme) | 40,0        |
| LÜ 309  | Hellern bei Wietze                                                                                        | Landkreis Celle | 66,0        |
| LÜ 310  | Kahles und Wildes Moor                                                                                    | Landkreis Stade | 94,0        |
| LÜ 311  | Kehdinger Moore                                                                                           | Landkreis Stade | 59,0        |
| LÜ 312  | Hammeniederung                                                                                            | Landkreis Osterholz | 2849,0      |
| LÜ 313  | Teufelsmoor                                                                                               | Landkreis Osterholz | 1927,0      |
| LÜ 314  | Lünsholz                                                                                                  | Landkreis Celle, Landkreis Uelzen | 170,0       |
| LU 315  | Quell- und Durchströmungsmoor mit Kleingewässern bei Dalle                                                | Landkreis Celle | 25,0        |
| LÜ 316  | Eich | Landkreis Rotenburg (Wümme) | 85,0        |
| LÜ 317  | Barger Heide                                                                                              | Landkreis Stade | 40,0        |
| LÜ 318  | Untere Oste                                                                                               | Landkreis Cuxhaven, Landkreis Stade | 583,0       |
| LÜ 319  | Rotes Moor                                                                                                | Landkreis Rotenburg (Wümme) | 71,0        |
| LÜ 320  | Hepstedter Büsche                                                                                         | Landkreis Rotenburg (Wümme) | 108,0       |
| LÜ 321  | Stellmoor und Weichel                                                                                     | Landkreis Rotenburg (Wümme) | 218,0       |
| LÜ 322  | Kleines Moor bei Sothel                                                                                   | Landkreis Rotenburg (Wümme) | 68,0        |
| LÜ 323  | Neuklosterholz                                                                                            | Landkreis Stade | 260,0       |
| LÜ 324  | Henneckenmoor bei Scheuen                                                                                 | Landkreis Celle | 94,5        |
| LÜ 325  | Steinbeckforst                                                                                            | Landkreis Stade | 70,0        |
| LÜ 326  | Am Flögelner See                                                                                          | Landkreis Cuxhaven | 74,0        |
| LÜ 327  | Groveniederung                                                                                            | Landkreis Cuxhaven | 62,0        |
| LÜ 328  | Bobenwald                                                                                                 | Landkreis Uelzen | 210,0       |
| LÜ 329  | Obere Geesteniederung                                                                                     | Landkreis Rotenburg (Wümme) | 178,0       |
| LÜ 330  | Bullensee und Hemelsmoor                                                                                  | Landkreis Rotenburg (Wümme) | 296,0       |
| LÜ 331  | Franzhorn                                                                                                 | Landkreis Rotenburg (Wümme) | 183,0       |
| LÜ 332  | Mittlere Dumme und Püggener Moor                                                                          | Landkreis Lüchow-Dannenberg | 1351,0      |
| LÜ 333  | Nemitzer Heide                                                                                            | Landkreis Lüchow-Dannenberg | 1064,0      |
| LÜ 334  | Heiden und Magerrasen in der Südheide                                                                     | Landkreis Celle | 753,0       |
| LÜ 335  | Glüsinger Bruch und Osterbruch                                                                            | Landkreis Harburg | 169,0       |
| LÜ 336  | Niedersächsischer Mündungstrichter der Elbe                                                               | NLWKN | 8455,0      |
| LÜ 337  | Mausohrjagdgebiet Lindhoop                                                                                | Landkreis Verden | 32,0        |
| LÜ 338  | Waller Flachteiche                                                                                        | Landkreis Verden | 22,7        |
| LÜ 339  | Hahnenhorst                                                                                               | Landkreis Rotenburg (Wümme) | 16,0        |
| LÜ 340  | Spreckenser Moor                                                                                          | Landkreis Rotenburg (Wümme) | 64,0        |
| LÜ 341  | Tide-Este                                                                                                 | Landkreis Stade | 22,0        |
| LÜ 342  | Unteres Estetal                                                                                           | Landkreis Stade | 263,0       |
| LÜ 343  | Mittlere Billerbeckniederung mit Nebenbächen                                                              | Landkreis Cuxhaven | 114,0       |
| LÜ 344  | Teichfledermausgewässer                                                                                   | Landkreis Cuxhaven | 633,0       |
| LÜ 345  | Elbe und Inseln                                                                                           | Landkreis Stade | 7644,0      |
| LÜ 346  | Osteschleifen                                                                                             | Landkreis Cuxhaven, Landkreis Stade, Landkreis Rotenburg (Wümme)                                                                                              | 250,0       |
| LÜ 347  | Lehrdetal                                                                                                 | Landkreis Rotenburg (Wümme), Landkreis Heidekreis, Landkreis Verden                                                                                           | 441,0       |
| LÜ 348  | Wedeholz                                                                                                  | Landkreis Verden 169 ha, Landkreis Rotenburg (Wümme) 14 ha | 183,0       |
| LÜ 349  | Eichen- und Buchenwälder in der Göhrde                                                                    | Landkreis Lüchow-Dannenberg | 904,0       |
| LÜ 350  | Birken-Eichenwald bei Sangenstedt                                                                         | Landkreis Harburg | 37,0        |
| LÜ 351  | Osteschleife Hundswiesen                                                                                  | Landkreis Rotenburg (Wümme) 14,5 ha, Landkreis Stade 5,5 ha                                                                                                   | 20,0        |
| LÜ 352  | Brundorfer Moor                                                                                           | Landkreis Osterholz | 11,2        |
| LÜ 353  | Lopautal                                                                                                  | Landkreis Uelzen | 19,0        |
| LÜ 354  | Langenbrügger Moor                                                                                        | Landkreis Uelzen | 72,0        |
| LÜ 355  | Wümmeniederung mit Rodau, Wiedau und Trochelbach                                                          | Landkreis Rotenburg (Wümme) | 2896,0      |
| LÜ 356  | Seeve | Landkreis Harburg | 533,0       |
| LÜ 357  | Elbeniederung von Hohnstorf bis Artlenburg                                                                | Landkreis Lüneburg | 207,0       |
| LÜ 358  | Estetal                                                                                                   | Landkreis Harburg | 685,0       |
| LÜ 359  | Ostetal mit Nebenbächen                                                                                   | Landkreis Rotenburg (Wümme) | 2667,0      |
| LÜ 360  | Aller-Leinetal                                                                                            | Landkreis Heidekreis | 1207,0      |
| LÜ 361  | Teichfledermausgewässer in der Gemeinde Schwanewede                                                       | Landkreis Osterholz | 52,0        |
| LÜ 362  | Untere Wörpe                                                                                              | Landkreis Osterholz | 68,0        |
| LÜ 363  | Oberes Lopautal                                                                                           | Landkreis Heidekreis | 54,0        |
| LÜ 364  | Die Scheidung                                                                                             | Landkreis Stade 24 ha, Landkreis Cuxhaven 3 ha | 27,0        |
| LÜ 365  | Oberer Gosebach                                                                                           | Landkreis Uelzen | 5,0         |
| LÜ 366  | Billerbeck und Oldendorfer Bach                                                                           | Landkreis Osterholz | 349,0       |
| LÜ 367  | Heilsmoor und Springmoor                                                                                  | Landkreis Osterholz | 287,0       |
| LÜ 368  | Entenfang Boye und Grobebach                                                                              | Landkreis Celle | 190,0       |
| LÜ 369  | Elbeniederung von Avendorf bis Rönne                                                                      | Landkreis Harburg | 434,0       |
| LÜ 370  | Tideelbe von Rönne bis Bunthäuser Spitze                                                                  | Landkreis Harburg | 598,0       |
| LÜ 371  | Hohes Holz mit Ketzheide und Gewässern                                                                    | Landkreis Lüneburg, Landkreis Harburg | 349,0       |
| LÜ 372  | Allerniederung bei Klein Hehlen und Celle                                                                 | Stadt Celle | 35,1        |
| LÜ 373  | Schönebecker Aue                                                                                          | Landkreis Osterholz | 98,4        |
| LÜ 374  | Aller mit Altgewässern und Auenlebensräumen bei Osterloh                                                  | Stadt Celle | 60,4        |
| LÜ 375  | Kehdinger Moore II                                                                                        | Landkreis Stade | 252,0       |
| LÜ 376  | Unterwesermarsch                                                                                          | Landkreis Osterholz | 633,0       |
| LÜ 377  | Elmer Berg und Ostewiesen                                                                                 | Landkreis Rotenburg (Wümme) | 157,0       |
| LÜ 378  | Büsenbachtal und Wörmer Wälder                                                                            | Landkreis Harburg | 222,0       |
| LÜ 379  | Wulmstorfer Heide mit Bornberg                                                                            | Landkreis Harburg | 272,0       |

## Naturschutzgebiete im ehemaligen Bezirk Weser-Ems
| NSG Nr. | Name des Naturschutzgebietes                                      | Landkreis / Kreisfreie Stadt | Fläche (ha) |
| ------- | ----------------------------------------------------------------- | --- | ----------- |
| WE 001  | Dreiberg                                                          | Landkreis Emsland | 9,0         |
| WE 003  | Darnsee                                                           | Landkreis Osnabrück | 11,0        |
| WE 004  | Feldungelsee                                                      | Landkreis Osnabrück | 5,1         |
| WE 005  | Steinernes Meer                                                   | Landkreis Osnabrück | 12,7        |
| WE 007  | Hügelgräberheide bei Groß und Klein Berßen                        | Landkreis Emsland | 9,1         |
| WE 008  | Syen-Venn                                                         | Landkreis Grafschaft Bentheim | 193,2       |
| WE 009  | Brandlechter Vechtetal und Tillenberge                            | Landkreis Grafschaft Bentheim (Naturschutzverordnung 2018 neu gefasst, neuer Name des Naturschutzgebietes: Tillenberge)                                                                             | 96,0        |
| WE 009  | Tillenberge                                                       | Landkreis Grafschaft Bentheim | 96,0        |
| WE 010  | Theikenmeer                                                       | Landkreis Emsland | 250,0       |
| WE 012  | Natura 2000–Wachendorfer Wacholderhain                            | Landkreis Emsland | 20,3        |
| WE 013  | Vallenmoor                                                        | Landkreis Osnabrück | 6,3         |
| WE 014  | Deepenbrock                                                       | Landkreis Emsland | 19,0        |
| WE 015  | Koppelwiesen                                                      | Landkreis Emsland (ehemaliges Naturschutzgebiet, aufgegangen im Naturschutzgebiet Natura 2000–Naturschutzgebiet in der unteren Haseniederung)                                                       | 127,0       |
| WE 016  | Haselünner Kuhweide                                               | Landkreis Emsland (ehemaliges Naturschutzgebiet, aufgegangen im Naturschutzgebiet Natura 2000–Naturschutzgebiet in der unteren Haseniederung)                                                       | 72,0        |
| WE 017  | Tinner Loh                                                        | Landkreis Emsland | 12,8        |
| WE 019  | Grasmoor                                                          | Landkreis Osnabrück | 33,0        |
| WE 020  | Zitterteiche                                                      | Landkreis Emsland | 2,9         |
| WE 021  | Berger Keienvenn                                                  | Landkreis Emsland | 5,93        |
| WE 022  | Borkener Paradies                                                 | Landkreis Emsland | 33,4        |
| WE 023  | Beutling                                                          | Landkreis Osnabrück | 42,8        |
| WE 024  | Lahrer Moor                                                       | Landkreis Emsland (ehemaliges Naturschutzgebiet, aufgegangen im Naturschutzgebiet Natura 2000–Naturschutzgebiet in der unteren Haseniederung)                                                       | 21,0        |
| WE 025  | Flütenberg                                                        | Landkreis Emsland | 4,5         |
| WE 026  | Silberberg                                                        | Landkreis Osnabrück | 38,8        |
| WE 027  | Hasealtarm bei Wester                                             | Landkreis Emsland (ehemaliges Naturschutzgebiet, aufgegangen im Naturschutzgebiet Natura 2000–Naturschutzgebiet in der unteren Haseniederung)                                                       | 2,6         |
| WE 028  | Windelberg                                                        | Landkreis Emsland | 16,3        |
| WE 029  | Dörgener Moor                                                     | Landkreis Emsland | 88,0        |
| WE 030  | Am Busch                                                          | Landkreis Emsland | 6,5         |
| WE 031  | Gildehauser Venn                                                  | Landkreis Grafschaft Bentheim | 650,0       |
| WE 032  | Holschkenfehn                                                     | Landkreis Emsland | 8,5         |
| WE 033  | Steider Keienvenn                                                 | Landkreis Emsland | 42,0        |
| WE 034  | Itterbecker Heide                                                 | Landkreis Grafschaft Bentheim | 85,5        |
| WE 035  | Mehne-, Bruch- und Pottwiese                                      | Landkreis Osnabrück | 17,1        |
| WE 036  | Hase-Insel und Hase-Altarm                                        | Landkreis Emsland (ehemaliges Naturschutzgebiet, aufgegangen im Naturschutzgebiet Natura 2000–Naturschutzgebiet in der unteren Haseniederung)                                                       | 13,6        |
| WE 037  | Im Fängen                                                         | Landkreis Osnabrück | 6,7         |
| WE 038  | Der Höst                                                          | Landkreis Grafschaft Bentheim | 4,5         |
| WE 039  | Sudendorfer Vennepohl                                             | Landkreis Osnabrück | 20,4        |
| WE 040  | Moorverlandungsgebiet Tinholt                                     | Landkreis Grafschaft Bentheim | 5,3         |
| WE 042  | Sprakeler Heide                                                   | Landkreis Emsland (ehemaliges Naturschutzgebiet, aufgegangen im Naturschutzgebiet Tinner Dose-Sprakeler Heide)                                                                                      | 270,0       |
| WE 043  | Herrenmoor                                                        | Landkreis Osnabrück | 8,7         |
| WE 044  | Südtannenmoor                                                     | Landkreis Emsland | 4,8         |
| WE 045  | Wacholderhain                                                     | Landkreis Emsland | 17,0        |
| WE 046  | Ahlder Pool                                                       | Landkreis Emsland (ehemaliges Naturschutzgebiet, aufgegangen im Naturschutzgebiet Ahlder Pool (Schwatte Venn))                                                                                      | 10,0        |
| WE 047  | Lescheder Keienvenn                                               | Landkreis Emsland | 5,0         |
| WE 048  | Emsaltwasser bei Vellage                                          | Landkreis Leer 100 ha, Landkreis Emsland 85 ha (ehemaliges Naturschutzgebiet, aufgegangen im Naturschutzgebiet Emsauen zwischen Herbrum und Vellage)                                                | 185,0       |
| WE 049  | Großes Tate Meer                                                  | Landkreis Cloppenburg 4 ha, Landkreis Emsland 0,8 ha | 4,8         |
| WE 050  | Meerkolk                                                          | Landkreis Emsland | 34,2        |
| WE 051  | Swatte Poele                                                      | Landkreis Osnabrück | 4,3         |
| WE 052  | Reiherkolonie Lage                                                | Landkreis Grafschaft Bentheim | 13,0        |
| WE 053  | Vechte-Altarm Kalle                                               | Landkreis Grafschaft Bentheim | 5,0         |
| WE 054  | Hahnenmoor                                                        | Landkreis Emsland 385 ha, Landkreis Osnabrück 235 ha | 620,0       |
| WE 055  | Lechtegoor                                                        | Landkreis Emsland | 5,5         |
| WE 056  | Im Teichbruch                                                     | Landkreis Osnabrück | 6,0         |
| WE 057  | Neuenkirchener Moor                                               | Landkreis Osnabrück | 6,5         |
| WE 058  | Ipweger Moor                                                      | Landkreis Wesermarsch (ehemaliges Naturschutzgebiet) | 8,5         |
| WE 060  | Talsperre Thülsfeld                                               | Landkreis Cloppenburg | 462,0       |
| WE 061  | Baumweg                                                           | Landkreis Cloppenburg | 57,8        |
| WE 062  | Pestruper Gräberfeld und Rosengarten                              | Landkreis Oldenburg | 39,0        |
| WE 063  | Hasbruch                                                          | Landkreis Oldenburg | 630,0       |
| WE 064  | Neuenburger Urwald                                                | Landkreis Friesland (ehemaliges Naturschutzgebiet, aufgegangen im Naturschutzgebiet Neuenburger Holz)                                                                                               | 48,5        |
| WE 066  | Tannersand und Gierenberg                                         | Landkreis Oldenburg | 29,6        |
| WE 068  | Großes Engelsmeer                                                 | Landkreis Ammerland | 1,7         |
| WE 071  | Glaner Heide                                                      | Landkreis Oldenburg | 15,9        |
| WE 072  | Sager Meer                                                        | Landkreis Oldenburg (ehemaliges Naturschutzgebiet, aufgegangen im Naturschutzgebiet Sager Meere, Kleiner Sand und Heumoor, WE 252)                                                                  | 76,1        |
| WE 074  | Pestruper Moor                                                    | Landkreis Oldenburg | 36,2        |
| WE 075  | Stamers Hop                                                       | Landkreis Ammerland | 24,0        |
| WE 076  | Kleines Bullenmeer                                                | Landkreis Ammerland (ehemaliges Naturschutzgebiet, aufgegangen im Naturschutzgebiet Stapeler Moor Süd und Kleines Bullenmeer)                                                                       | 6,3         |
| WE 079  | Huntloser Moor                                                    | Landkreis Oldenburg | 150,0       |
| WE 080  | Holtgast                                                          | Landkreis Ammerland | 34,6        |
| WE 081  | Dreibergen                                                        | Landkreis Ammerland | 2,0         |
| WE 085  | Herrenholz                                                        | Landkreis Vechta | 32,0        |
| WE 088  | Fintlandsmoor                                                     | Landkreis Ammerland (ehemaliges Naturschutzgebiet, aufgegangen im Naturschutzgebiet Fintlandsmoor und Dänikhorster Moor)                                                                            | 140,0       |
| WE 091  | Hatter Holz                                                       | Landkreis Oldenburg | 5,3         |
| WE 092  | Hemmelter Moor                                                    | Landkreis Cloppenburg | 42,0        |
| WE 093  | Holler- und Wittemoor                                             | Landkreis Oldenburg 195 ha, Landkreis Wesermarsch 182 ha | 377,0       |
| WE 094  | Jaderberg                                                         | Landkreis Wesermarsch | 18,5        |
| WE 095  | Fischhausen                                                       | Landkreis Friesland | 18,0        |
| WE 096  | Sinsum/Burhave                                                    | Landkreis Wesermarsch | 3,1         |
| WE 097  | Hemmelskamp                                                       | Stadt Delmenhorst | 7,7         |
| WE 098  | Jericho/Langwarden                                                | Landkreis Wesermarsch | 1,8         |
| WE 100  | Ewiges Meer und Umgebung                                          | Landkreis Aurich 715 ha, Landkreis Wittmund 465 ha | 1180,0      |
| WE 101  | Lengener Meer                                                     | Landkreis Leer 139,1 ha, Landkreis Wittmund 107,6 ha, Landkreis Friesland 5,3 ha (ehemaliges Naturschutzgebiet, aufgegangen im Naturschutzgebiet Stapeler Moor und Umgebung)                        | 252,0       |
| WE 102  | Barger Meer                                                       | Landkreis Leer | 6,3         |
| WE 103  | Wolfmeer                                                          | Landkreis Leer (ehemaliges Naturschutzgebiet, aufgegangen im Naturschutzgebiet Veenhuser Königsmoor)                                                                                                | 26,9        |
| WE 103  | Veenhuser Königsmoor                                              | Landkreis Leer | 215,0       |
| WE 105  | Holle Sand                                                        | Landkreis Leer | 126,3       |
| WE 109  | Ochsenweide, Schafhauser Wald und Feuchtwiesen bei Esens          | Landkreis Wittmund | 296,0       |
| WE 109  | Ochsenweide                                                       | Landkreis Wittmund (ehemaliges Naturschutzgebiet, aufgegangen im Naturschutzgebiet Ochsenweide, Schafhauser Wald und Feuchtwiesen bei Esens)                                                        | 67,0        |
| WE 113  | Der Hartkamp                                                      | Landkreis Leer | 2,5         |
| WE 114  | Püttenbollen                                                      | Landkreis Leer | 11,8        |
| WE 116  | Magerwiese bei Potshausen                                         | Landkreis Leer | 3,9         |
| WE 117  | Bahnkolk Upgant-Schott                                            | Landkreis Aurich | 8,7         |
| WE 118  | Sandwater                                                         | Landkreis Aurich (ehemaliges Naturschutzgebiet, aufgegangen im Naturschutzgebiet Fehntjer Tief und Umgebung Nord)                                                                                   | 58,8        |
| WE 119  | Südteil Großes Meer                                               | Landkreis Aurich (ehemaliges Naturschutzgebiet, aufgegangen im Naturschutzgebiet Großes Meer, Loppersumer Meer)                                                                                     | 495,0       |
| WE 120  | Bansmeer und Umgebung                                             | Stadt Emden | 48,0        |
| WE 121  | Grundmoränensee Schwarzes Meer                                    | Landkreis Wittmund | 15,0        |
| WE 122  | Süderkolk                                                         | Landkreis Leer | 12,0        |
| WE 124  | Hohehahn                                                          | Landkreis Wittmund | 8,5         |
| WE 126  | Wunderburger Moor                                                 | Landkreis Oldenburg | 34,0        |
| WE 127  | Hootmanns Meer                                                    | Landkreis Grafschaft Bentheim (ehemaliges Naturschutzgebiet, aufgegangen im Naturschutzgebiet Georgsdorfer Moor)                                                                                    | 30,0        |
| WE 130  | Wiesenbatterie Schillig                                           | Landkreis Friesland | 6,6         |
| WE 131  | Streithorst                                                       | Landkreis Osnabrück | 6,9         |
| WE 132  | Moorhauser Polder                                                 | Landkreis Wesermarsch | 99,0        |
| WE 133  | Scharrel                                                          | Landkreis Cloppenburg | 4,5         |
| WE 134  | Groen Breike                                                      | Landkreis Aurich | 54,8        |
| WE 135  | Hochmoor Ringe                                                    | Landkreis Grafschaft Bentheim | 145,0       |
| WE 136  | Leegmoor                                                          | Landkreis Emsland | 450,0       |
| WE 137  | Gellener Torfmöörte                                               | Landkreis Wesermarsch 107,4 ha, Landkreis Ammerland 11,6 ha, Stadt Oldenburg 1 ha (ehemaliges Naturschutzgebiet, aufgegangen im Naturschutzgebiet Gellener Torfmöörte mit Rockenmoor und Fuchsberg) | 120,0       |
| WE 138  | Bockholter Dose                                                   | Landkreis Emsland | 123,0       |
| WE 139  | Brünas Heide                                                      | Landkreis Grafschaft Bentheim | 10,0        |
| WE 140  | Venner Moor                                                       | Landkreis Osnabrück | 220,0       |
| WE 141  | Krummes Meer                                                      | Landkreis Emsland (ehemaliges Naturschutzgebiet, aufgegangen im Naturschutzgebiet Aschendorfer Obermoor/Wildes Moor)                                                                                | 89,0        |
| WE 142  | Hochmoor Wymeer                                                   | Landkreis Leer | 52,0        |
| WE 143  | Stapeler Moor                                                     | Landkreis Leer | 557,0       |
| WE 144  | Neudorfer Moor                                                    | Landkreis Leer | 350,0       |
| WE 145  | Nenndorfer Mörken                                                 | Landkreis Emsland | 30,0        |
| WE 146  | Speller Dose                                                      | Landkreis Emsland | 56,0        |
| WE 147  | Feuchtgebiet Westgroßefehn                                        | Landkreis Aurich (ehemaliges Naturschutzgebiet, aufgegangen im Naturschutzgebiet Fehntjer Tief und Umgebung Nord)                                                                                   | 8,0         |
| WE 149  | Baakensmoor                                                       | Landkreis Osnabrück | 17,5        |
| WE 150  | Markatal                                                          | Landkreis Cloppenburg 76 ha, Landkreis Emsland 24 ha (ehemaliges Naturschutzgebiet, aufgegangen im gleichnamigen Naturschutzgebiet Markatal, WE 296)                                                | 100,0       |
| WE 151  | Auf Troendoj                                                      | Landkreis Emsland | 4,9         |
| WE 152  | Kleiner Sand bei Bissel                                           | Landkreis Oldenburg (ehemaliges Naturschutzgebiet, aufgegangen im Naturschutzgebiet Sager Meere, Kleiner Sand und Heumoor, WE 252)                                                                  | 19,0        |
| WE 153  | Oewest                                                            | Landkreis Emsland | 15,2        |
| WE 154  | Sumpfmoor Dose                                                    | Landkreis Wittmund 32 ha, Landkreis Friesland 11 ha (ehemaliges Naturschutzgebiet, aufgegangen im Naturschutzgebiet Upjever und Sumpfmoor Dose)                                                     | 43,0        |
| WE 155  | Hügelgräberheide Halle-Hesingen                                   | Landkreis Grafschaft Bentheim | 20,0        |
| WE 156  | Benthullener Moor                                                 | Landkreis Oldenburg | 270,0       |
| WE 157  | Meppener Kuhweide                                                 | Landkreis Emsland | 65,0        |
| WE 158  | Hahlener Moor                                                     | Landkreis Osnabrück | 294,0       |
| WE 159  | Schwaneburger Moor                                                | Landkreis Cloppenburg | 68,0        |
| WE 160  | Sandentnahmestelle Neustadtgödens                                 | Landkreis Friesland | 51,5        |
| WE 161  | Hollener Moor                                                     | Landkreis Cloppenburg | 60,0        |
| WE 162  | Polder Lüsche                                                     | Landkreis Vechta | 38,0        |
| WE 163  | Natura 2000–Wachendorfer Wacholderheide                           | Landkreis Emsland | 23,0        |
| WE 164  | Harderburg                                                        | Landkreis Osnabrück | 30,0        |
| WE 165  | Im Jiewitt                                                        | Landkreis Osnabrück | 8,4         |
| WE 166  | Langenberger Moor                                                 | Landkreis Emsland | 15,2        |
| WE 167  | Tiefe Vehn                                                        | Landkreis Emsland | 23,0        |
| WE 168  | Feldhauser Moor                                                   | Landkreis Friesland | 12,0        |
| WE 169  | Lescheder Venne                                                   | Landkreis Emsland | 12,5        |
| WE 170  | Laarsche Bruch                                                    | Landkreis Grafschaft Bentheim | 9,5         |
| WE 171  | Bockhorner Moor                                                   | Landkreis Friesland | 321,0       |
| WE 172  | Barkenkuhlen im Ipweger Moor                                      | Landkreis Ammerland | 48,0        |
| WE 173  | Roggenmoor                                                        | Landkreis Ammerland | 50,0        |
| WE 174  | Südlohner Moor                                                    | Landkreis Vechta | 680,0       |
| WE 175  | Steinfelder Moor                                                  | Landkreis Vechta | 288,0       |
| WE 176  | Spolsener Moor                                                    | Landkreis Friesland | 245,0       |
| WE 177  | Tinner und Staverner Dose                                         | Landkreis Emsland (ehemaliges Naturschutzgebiet, aufgegangen im Naturschutzgebiet Tinner Dose-Sprakeler Heide)                                                                                      | 3200,0      |
| WE 177  | Tinner Dose-Sprakeler Heide                                       | Landkreis Emsland | ~ 3500,0    |
| WE 178  | Herrenmoor                                                        | Landkreis Friesland 97 ha, Landkreis Ammerland 50 ha | 147,0       |
| WE 179  | Brockzeteler Moor                                                 | Landkreis Aurich | 180,0       |
| WE 180  | Goldenstedter Moor                                                | Landkreis Vechta | 640,0       |
| WE 181  | Dänikhorster Moor                                                 | Landkreis Ammerland (ehemaliges Naturschutzgebiet, aufgegangen im Naturschutzgebiet Fintlandsmoor und Dänikhorster Moor)                                                                            | 91,0        |
| WE 182  | Biotop am Speicherbecken Geeste                                   | Landkreis Emsland | 50,0        |
| WE 183  | Rockenmoor/Fuchsberg                                              | Landkreis Wesermarsch (ehemaliges Naturschutzgebiet, aufgegangen im Naturschutzgebiet Gellener Torfmöörte mit Rockenmoor und Fuchsberg)                                                             | 155,0       |
| WE 184  | Schwaneburger Moor-Nord                                           | Landkreis Cloppenburg | 137,0       |
| WE 185  | Böseler Moor                                                      | Landkreis Cloppenburg | 185,0       |
| WE 186  | Negengehren                                                       | Landkreis Emsland (ehemaliges Naturschutzgebiet, aufgegangen im Naturschutzgebiet Natura 2000–Naturschutzgebiet in der unteren Haseniederung)                                                       | 51,0        |
| WE 187  | Hengstkampkuhlen                                                  | Landkreis Emsland | 40,0        |
| WE 188  | Engdener Wüste/Heseper Moor (Nordhorn Range)                      | Landkreis Grafschaft Bentheim 915,2 ha, Landkreis Emsland 96,8 ha | 1012,0      |
| WE 189  | Bäken der Endeler und Holzhauser Heide                            | Landkreis Vechta 345 ha, Landkreis Oldenburg 125 ha, Landkreis Cloppenburg 30 ha | 500,0       |
| WE 190  | Tausendschrittmoor                                                | Landkreis Emsland | 65,5        |
| WE 191  | Natura 2000–Biener Busch                                          | Landkreis Emsland | 86,5        |
| WE 192  | Molberger Dose                                                    | Landkreis Cloppenburg | 600,0       |
| WE 193  | Loppersumer Meer                                                  | Landkreis Aurich (ehemaliges Naturschutzgebiet, aufgegangen im Naturschutzgebiet Großes Meer, Loppersumer Meer)                                                                                     | 53,5        |
| WE 194  | Höveltangesche Mörte                                              | Landkreis Emsland | 43,0        |
| WE 195  | Im Wischen                                                        | Landkreis Osnabrück | 13,0        |
| WE 196  | Mühlenmoor                                                        | Landkreis Emsland | 17,5        |
| WE 197  | Natura 2000–Sandtrockenrasen am Biener Busch                      | Landkreis Emsland | 26,0        |
| WE 198  | Im Leiken                                                         | Landkreis Emsland | 17,4        |
| WE 199  | Moorkamp bei Süddorf                                              | Landkreis Ammerland | 23,0        |
| WE 200  | Oldendorfer Moor                                                  | Landkreis Cloppenburg | 75,0        |
| WE 201  | Fehntjer Tief-Nord                                                | Landkreis Aurich 446 ha, Landkreis Leer 4 ha (ehemaliges Naturschutzgebiet, aufgegangen im Naturschutzgebiet Fehntjer Tief und Umgebung Nord)                                                       | 450,0       |
| WE 201  | Fehntjer Tief und Umgebung Nord                                   | Landkreis Aurich | 1209,0      |
| WE 202  | Everstenmoor                                                      | Stadt Oldenburg | 105,0       |
| WE 203  | Oberlauf der Ohe                                                  | Landkreis Emsland | 223,0       |
| WE 204  | Stadtveen – Schweinefehn                                          | Landkreis Emsland (zum 31. Dezember 2009 aufgehoben und durch die Schutzgebiete Schweinefehn (WE 274) und Stadtveen (WE 275) ersetzt)                                                               | 11,8        |
| WE 205  | Bornhorster Huntewiesen                                           | Stadt Oldenburg 340 ha, Landkreis Wesermarsch 10 ha | 350,0       |
| WE 206  | Vehnemoor-Jordanshof                                              | Landkreis Ammerland 48,5 ha, Landkreis Cloppenburg 47,5 ha (ehemaliges Naturschutzgebiet, aufgegangen im Naturschutzgebiet Vehnemoor)                                                               | 96,0        |
| WE 207  | Vehnemoor-West                                                    | Landkreis Cloppenburg | 300,0       |
| WE 208  | Vehnemoor-Dustmeer                                                | Landkreis Cloppenburg (ehemaliges Naturschutzgebiet, aufgegangen im Naturschutzgebiet Vehnemoor) | 64,0        |
| WE 209  | Fehntjer Tief-Süd                                                 | Landkreis Leer 338 ha, Landkreis Aurich 2 ha (ehemaliges Naturschutzgebiet, aufgegangen im Naturschutzgebiet Fehntjer Tief und Umgebung Süd)                                                        | 340,0       |
| WE 209  | Fehntjer Tief und Umgebung Süd                                    | Landkreis Leer | 935,0       |
| WE 210  | Reservebecken Alfhausen-Rieste                                    | Landkreis Osnabrück (ehemaliges Naturschutzgebiet, aufgegangen im Naturschutzgebiet Hochwasserrückhaltebecken Alfhausen-Rieste)                                                                     | 123,0       |
| WE 210  | Hochwasserrückhaltebecken Alfhausen-Rieste                        | Landkreis Osnabrück | 379,0       |
| WE 211  | Hollweger Moor                                                    | Landkreis Ammerland | 91,0        |
| WE 212  | Melmmoor/Kuhdammoor                                               | Landkreis Emsland | 1280,0      |
| WE 213  | Moorwiesen am Theikenmeer                                         | Landkreis Emsland | 40,0        |
| WE 214  | Suddenmoor/Anten                                                  | Landkreis Osnabrück (ehemaliges Naturschutzgebiet, aufgeteilt in die Naturschutzgebiete Suddenmoor und Anten)                                                                                       | 237,0       |
| WE 215  | Poggenpohlsmoor                                                   | Landkreis Oldenburg | 116,0       |
| WE 216  | Ahlhorner Fischteiche                                             | Landkreis Oldenburg 259 ha, Landkreis Cloppenburg 178 ha | 437,0       |
| WE 217  | Daschfeld                                                         | Landkreis Osnabrück | 130,0       |
| WE 218  | Dievenmoor                                                        | Landkreis Osnabrück | 220,0       |
| WE 219  | Petkumer Deichvorland                                             | Stadt Emden 195 ha, Landkreis Leer 5 ha (ehemaliges Naturschutzgebiet, aufgegangen im Naturschutzgebiet Unterems)                                                                                   | 200,0       |
| WE 220  | Leyhörn                                                           | Landkreis Aurich | 646,0       |
| WE 221  | Aper Tief                                                         | Landkreis Ammerland | 75,0        |
| WE 222  | Dammer Bergsee                                                    | Landkreis Vechta | 105,0       |
| WE 223  | Imkehörn                                                          | Landkreis Cloppenburg | 10,5        |
| WE 224  | Flumm-Niederung                                                   | Landkreis Aurich (ehemaliges Naturschutzgebiet, aufgegangen im Naturschutzgebiet Fehntjer Tief und Umgebung Nord)                                                                                   | 365,0       |
| WE 225  | Neuringer Wiesen                                                  | Landkreis Emsland 74 ha, Landkreis Grafschaft Bentheim 45 ha (ehemaliges Naturschutzgebiet, aufgegangen im Naturschutzgebiet Georgsdorfer Moor)                                                     | 119,0       |
| WE 226  | Jeddeloher Moor                                                   | Landkreis Ammerland | 50,0        |
| WE 227  | Restmoor Dreesberg                                                | Landkreis Cloppenburg | 53,1        |
| WE 228  | Harberner Heide                                                   | Landkreis Oldenburg | 45,5        |
| WE 229  | Bunner Masuren                                                    | Landkreis Cloppenburg | 89,0        |
| WE 230  | Bahndammgelände Krusenbusch                                       | Stadt Oldenburg | 53,0        |
| WE 231  | Boekzeteler Meer                                                  | Landkreis Leer 94,5 ha, Landkreis Aurich 7,5 ha (ehemaliges Naturschutzgebiet, aufgegangen im Naturschutzgebiet Fehntjer Tief und Umgebung Süd)                                                     | 102,0       |
| WE 232  | Nordenholzer Moor                                                 | Landkreis Oldenburg | 78,0        |
| WE 233  | Glittenberger Moor                                                | Landkreis Cloppenburg | 33,5        |
| WE 234  | Südliches Versener Moor                                           | Landkreis Emsland | 100,0       |
| WE 235  | Ahrensdorfer Moor                                                 | Landkreis Cloppenburg | 321,5       |
| WE 236  | Schaapmoor                                                        | Landkreis Emsland | 210,0       |
| WE 237  | Neuheeder Moor                                                    | Landkreis Emsland | 102,0       |
| WE 238  | Freeden                                                           | Landkreis Osnabrück | 224,0       |
| WE 239  | Bordumer Busch                                                    | Stadt Wilhelmshaven | 34,0        |
| WE 240  | Barneführer Holz und Schreensmoor                                 | Landkreis Oldenburg | 238,0       |
| WE 241  | Heidfeld                                                          | Landkreis Grafschaft Bentheim 164 ha, Landkreis Emsland 36 ha | 200,0       |
| WE 242  | Nendorper Deichvorland                                            | Landkreis Leer (ehemaliges Naturschutzgebiet, aufgegangen im Naturschutzgebiet Unterems) | 117,0       |
| WE 243  | Maiburg                                                           | Landkreis Osnabrück | 181,0       |
| WE 244  | Brammer                                                           | Landkreis Oldenburg | 59,8        |
| WE 245  | Esterweger Dose                                                   | Landkreis Emsland 2080 ha, Landkreis Cloppenburg 1942 ha, Landkreis Leer 725 ha | 4747,0      |
| WE 246  | Voslapper Groden-Süd                                              | Stadt Wilhelmshaven | 380,0       |
| WE 247  | Steinberg                                                         | Landkreis Emsland | 24,0        |
| WE 248  | Hochmoor und Grünland am Heiddeich                                | Landkreis Ammerland | 53,0        |
| WE 249  | Wiesmoor-Klinge                                                   | Landkreis Aurich | 351,0       |
| WE 250  | Driefeler Wiesen                                                  | Landkreis Friesland | 66,0        |
| WE 251  | Obere Hunte                                                       | Landkreis Osnabrück | 110,0       |
| WE 252  | Sager Meere, Kleiner Sand und Heumoor                             | Landkreis Oldenburg | 201,0       |
| WE 253  | Voslapper Groden-Nord                                             | Stadt Wilhelmshaven | 267,0       |
| WE 254  | Stapeler Moor Süd und Kleines Bullenmeer                          | Landkreis Leer 324 ha, Landkreis Ammerland 90 ha | 414,0       |
| WE 255  | Männige Berge                                                     | Landkreis Emsland | 4,9         |
| WE 256  | Rühler Moor                                                       | Landkreis Emsland | 708,0       |
| WE 257  | Kollrunger Moor                                                   | Landkreis Wittmund 161 ha, Landkreis Aurich 118 ha | 279,0       |
| WE 258  | Roter Sand (Riff)                                                 | NLWKN | 14510,0     |
| WE 259  | Küstenmeer vor den Ostfriesischen Inseln                          | NLWKN | 53500,0     |
| WE 260  | Strohauser Vorländer und Plate                                    | Landkreis Wesermarsch | 1152,0      |
| WE 261  | Aschendorfer Obermoor/Wildes Moor                                 | Landkreis Emsland | 1056,0      |
| WE 262  | Westliche Dümmerniederung                                         | Landkreis Vechta 993,1 ha, Landkreis Diepholz 2,6 ha | 1432,0      |
| WE 263  | Juliusplate                                                       | Landkreis Wesermarsch | 79,0        |
| WE 264  | Moorschlatts und Heiden in Wachendorf                             | Landkreis Emsland | 145,0       |
| WE 265  | Dalum-Wietmarscher Moor                                           | Landkreis Emsland 793 ha, Landkreis Grafschaft Bentheim 787 ha | 1580,0      |
| WE 266  | Versener Heidesee                                                 | Landkreis Emsland | 40,0        |
| WE 267  | Wesuweer Moor                                                     | Landkreis Emsland | 409,0       |
| WE 268  | Emsauen zwischen Herbrum und Vellage                              | Landkreis Emsland 766 ha, Landkreis Leer 101 ha | 867,0       |
| WE 269  | Geestmoor                                                         | Landkreis Emsland | 260,0       |
| WE 270  | Vehnemoor                                                         | Landkreis Cloppenburg 1470 ha, Landkreis Ammerland 206 ha | 1676,0      |
| WE 271  | Vreschen-Bokel am Aper Tief                                       | Landkreis Ammerland | 104,4       |
| WE 272  | Emsauen zwischen Ledamündung und Oldersum                         | Landkreis Leer (ehemaliges Naturschutzgebiet, aufgegangen im Naturschutzgebiet Unterems) | 600,0       |
| WE 273  | Kesselmoor                                                        | Landkreis Emsland | 3,7         |
| WE 274  | Schweinefehn                                                      | Landkreis Emsland | 3,8         |
| WE 275  | Stadtveen                                                         | Landkreis Emsland | 7,2         |
| WE 276  | Borkum Riff                                                       | NSG liegt in der offenen Nordsee | 10000,0     |
| WE 277  | Sandhauser Brake und Schwarze Brake                               | Stadt Delmenhorst | 20,7        |
| WE 278  | Brualer Hammrich                                                  | Landkreis Emsland | 175,0       |
| WE 279  | Mansholter Holz und Schippstroth an der Nutteler und Bokeler Bäke | Landkreis Ammerland | 175,0       |
| WE 280  | Provinzialmoor                                                    | Landkreis Emsland | 533,0       |
| WE 281  | Hügelgräberheide am Wiesengrund                                   | Landkreis Emsland | 3,1         |
| WE 282  | Alexanderheide                                                    | Stadt Oldenburg | 39,0        |
| WE 283  | Weiher am Syen-Venn                                               | Landkreis Grafschaft Bentheim | 28,0        |
| WE 284  | Kleingewässer Achterberg                                          | Landkreis Grafschaft Bentheim | 5,8         |
| WE 285  | Godensholter Tief                                                 | Landkreis Cloppenburg 81 ha, Landkreis Ammerland 12 ha | 93,0        |
| WE 286  | Sandgrube Pirgo                                                   | Landkreis Cloppenburg | 1,6         |
| WE 288  | Lahe                                                              | Landkreis Cloppenburg | 39,0        |
| WE 289  | Fintlandsmoor und Dänikhorster Moor                               | Landkreis Ammerland | 343,0       |
| WE 290  | Georgsdorfer Moor                                                 | Landkreise Grafschaft Bentheim und Emsland |             |
| WE 291  | Burgwald Dinklage                                                 | Landkreis Vechta | 126,0       |
| WE 292  | Unterems                                                          | Stadt Emden, Landkreis Leer | 2040,0      |
| WE 293  | Bassumer Friedeholz                                               | Landkreis Oldenburg | 57,0        |
| WE 294  | Natura 2000–Naturschutzgebiet in der unteren Haseniederung        | Landkreis Emsland | 893,2       |
| WE 295  | Marka zwischen Markhausen und Delschloot                          | Landkreis Cloppenburg | 34,0        |
| WE 296  | Markatal                                                          | Landkreis Cloppenburg 72 ha, Landkreis Emsland 25 ha | 97,0        |
| WE 297  | Markatal bei Bischofsbrück                                        | Landkreis Cloppenburg 20,5 ha, Landkreis Emsland 4,5 ha | 25,0        |
| WE 298  | Oberlauf der Marka / Mittelradde                                  | Landkreis Cloppenburg | 5,0         |
| WE 299  | Döhler Wehe                                                       | Landkreis Oldenburg | 70,0        |
| WE 300  | Ohe                                                               | Landkreis Emsland, Landkreis Cloppenburg | 37,59       |
| WE 301  | Esterfelder Moor                                                  | Landkreis Emsland | 1,31        |
| WE 302  | Vellage                                                           | Landkreis Leer | 8,4         |
| WE 303  | Suddenmoor                                                        | Landkreis Osnabrück | 311,0       |
| WE 304  | Osternburger Kanal                                                | Stadt Oldenburg, Landkreis Oldenburg | 5,2         |
| WE 305  | Haarenniederung                                                   | Stadt Oldenburg | 44,1        |
| WE 306  | Upjever und Sumpfmoor Dose                                        | Landkreis Friesland 84 ha, Landkreis Wittmund 32 ha | 116,0       |
| WE 307  | Neuenburger Holz                                                  | Landkreis Friesland | 713 ,0      |
| WE 308  | Heseler Wald                                                      | Landkreis Leer | 25,0        |
| WE 309  | Stillgewässer bei Kluse                                           | Landkreis Emsland | 52,11       |
| WE 310  | Langelt                                                           | Landkreis Emsland | 50,1        |
| WE 311  | Stenumer Holz                                                     | Landkreis Oldenburg | 96,0        |
| WE 312  | Stühe                                                             | Landkreis Oldenburg | 217,0       |
| WE 313  | Gellener Torfmöörte mit Rockenmoor und Fuchsberg                  | Landkreis Wesermarsch, Landkreis Ammerland, Stadt Oldenburg | 313,0       |
| WE 314  | Außenems                                                          | Stadt Emden, Landkreis Aurich, Landkreis Leer, NLWKN | 12.025,0    |
| WE 315  | Tideweser                                                         | Landkreis Osterholz, Landkreis Cuxhaven, Landkreis Wesermarsch, NLWKN | 4.020,0     |
| WE 316  | Lethe                                                             | Landkreis Cloppenburg, Landkreis Oldenburg | 39,0        |
| WE 317  | Große Höhe                                                        | Landkreis Oldenburg | 89,0        |
| WE 318  | Ihlower Forst                                                     | Landkreis Aurich | 324,0       |
| WE 319  | Mittlere Hunte                                                    | Stadt und Landkreis Oldenburg | 124,0       |
| WE 320  | Großes Meer, Loppersumer Meer                                     | Landkreis Aurich | 835,77      |
| WE 321  | Anten                                                             | Landkreis Osnabrück | 239,0       |
| WE 322  | Achmer Sand                                                       | Landkreis Osnabrück | 351,0       |
| WE 324  | Fehndorfer Moor                                                   | Landkreis Emsland | 29,43       |
| WE 325  | Groß Fullener Moor                                                | Landkreis Emsland | 113,6       |
| WE 326  | Westliche Dümmerniederung im Landkreis Osnabrück                  | Landkreis Osnabrück | 490,0       |